# Panneau de signalisation routière de localisation en France
En signalisation routière française, les panneaux de localisation ont pour objet d’informer l’usager de la route ou du lieu sur lequel il se trouve. Leur codification commence par un E.

## Les panneaux toponymiques
Les panneaux de localisation de type E30 permettent de porter à la connaissance de l’usager le nom d’un cours d’eau ou autre lieu traversé par la route, à l’exclusion des agglomérations, qui sont identifiés par les panneaux EB10 ou EB20 d’entrée ou de sortie d’agglomération.

### Panneau E31
Le panneau E31 permet de localiser un lieu traversé par la route pour lequel il n’existe pas de panneau spécifique. Il peut s’agir par exemple d’un lieu-dit, d’une forêt, d’un quartier, d’une réserve naturelle ou d’un col. Ce panneau est à fond noir, l’inscription est de couleur blanche et est écrite en caractères italiques de type L4.

Déclinaison du panneau E31
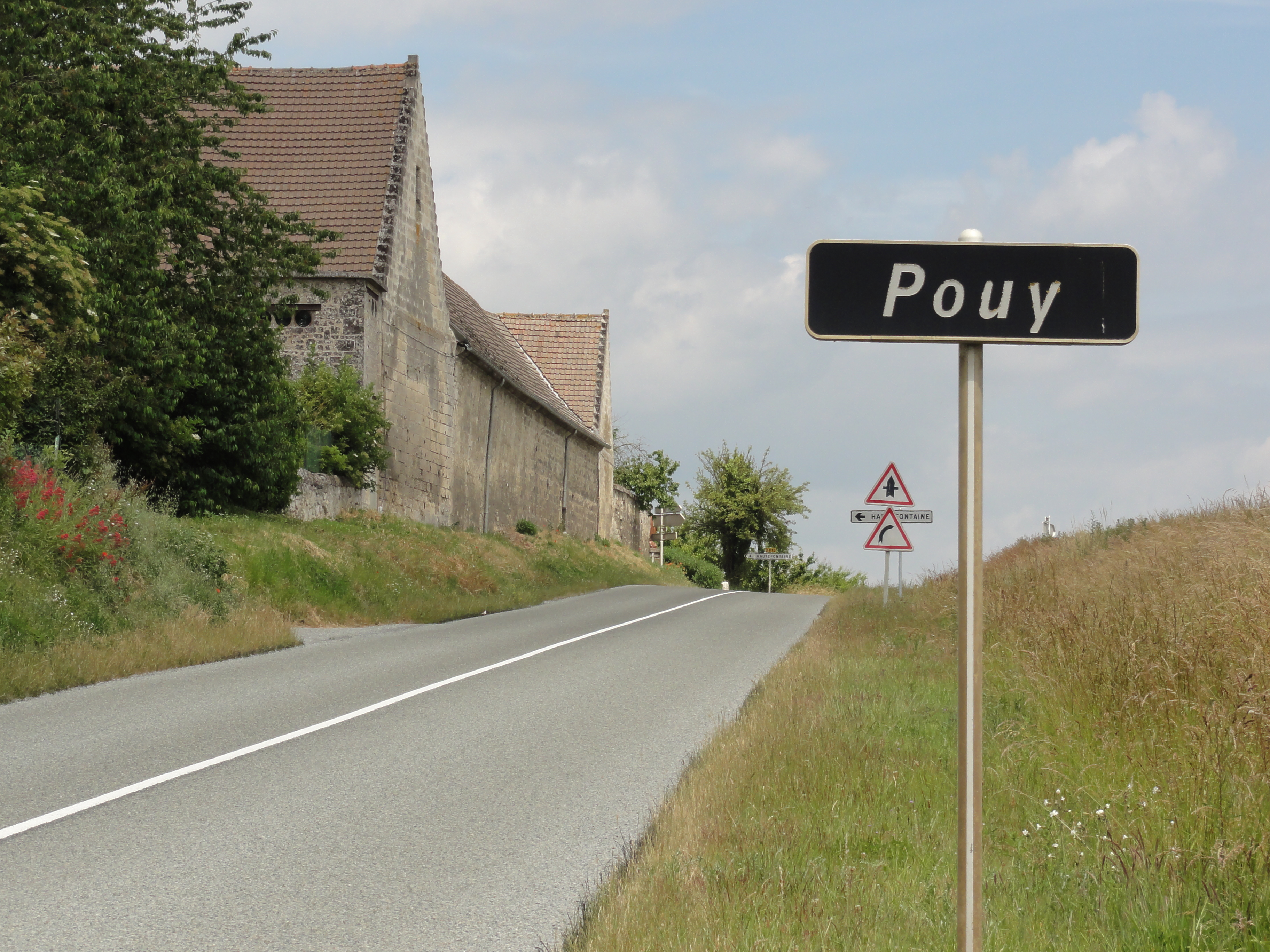
Signalisation du lieu-dit de Pouy, à Mortefontaine, Aisne.
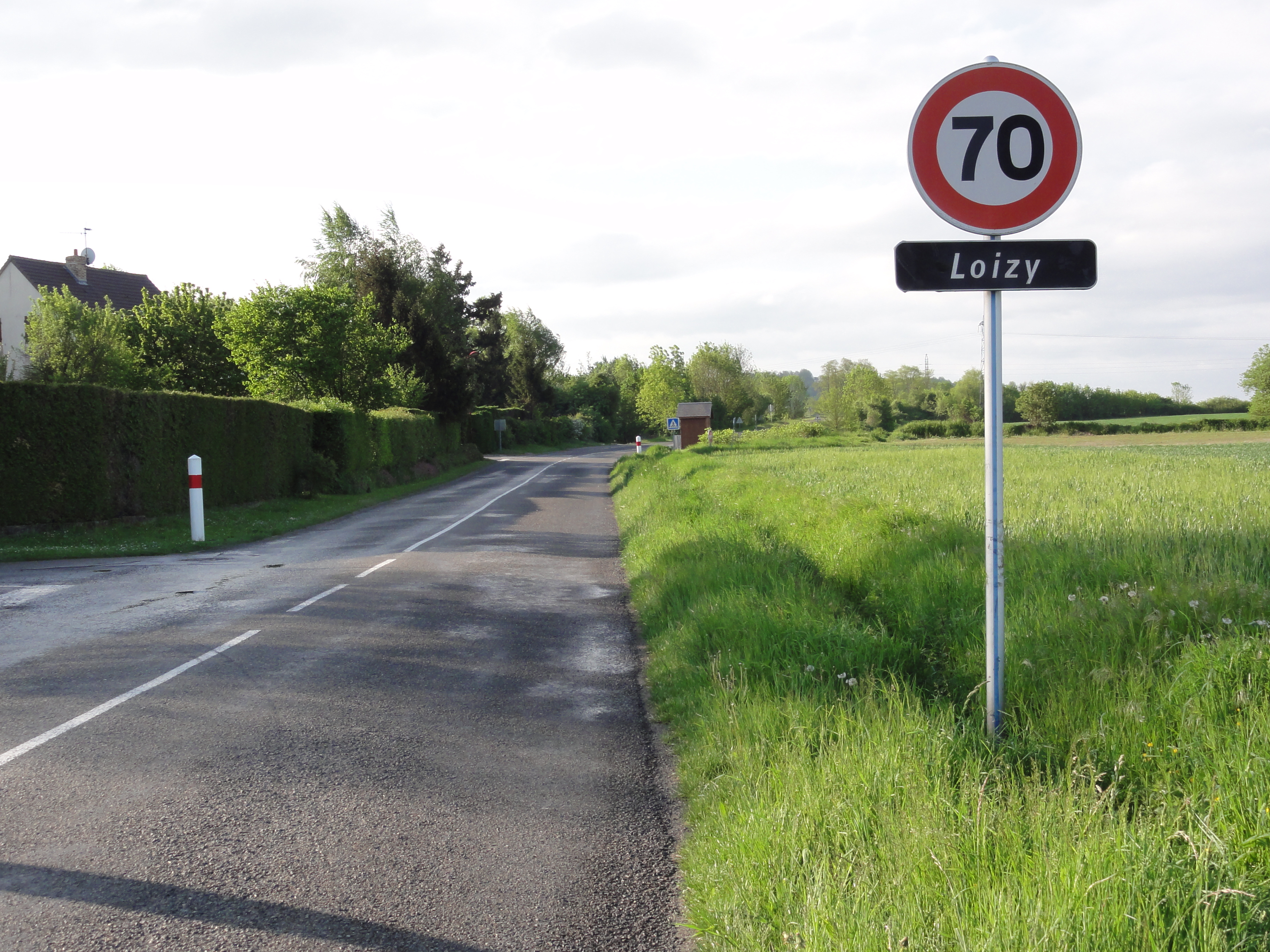
Signalisation de lieu-dit accompagné d'une limitation de vitesse, à Besny-et-Loizy, Aisne.
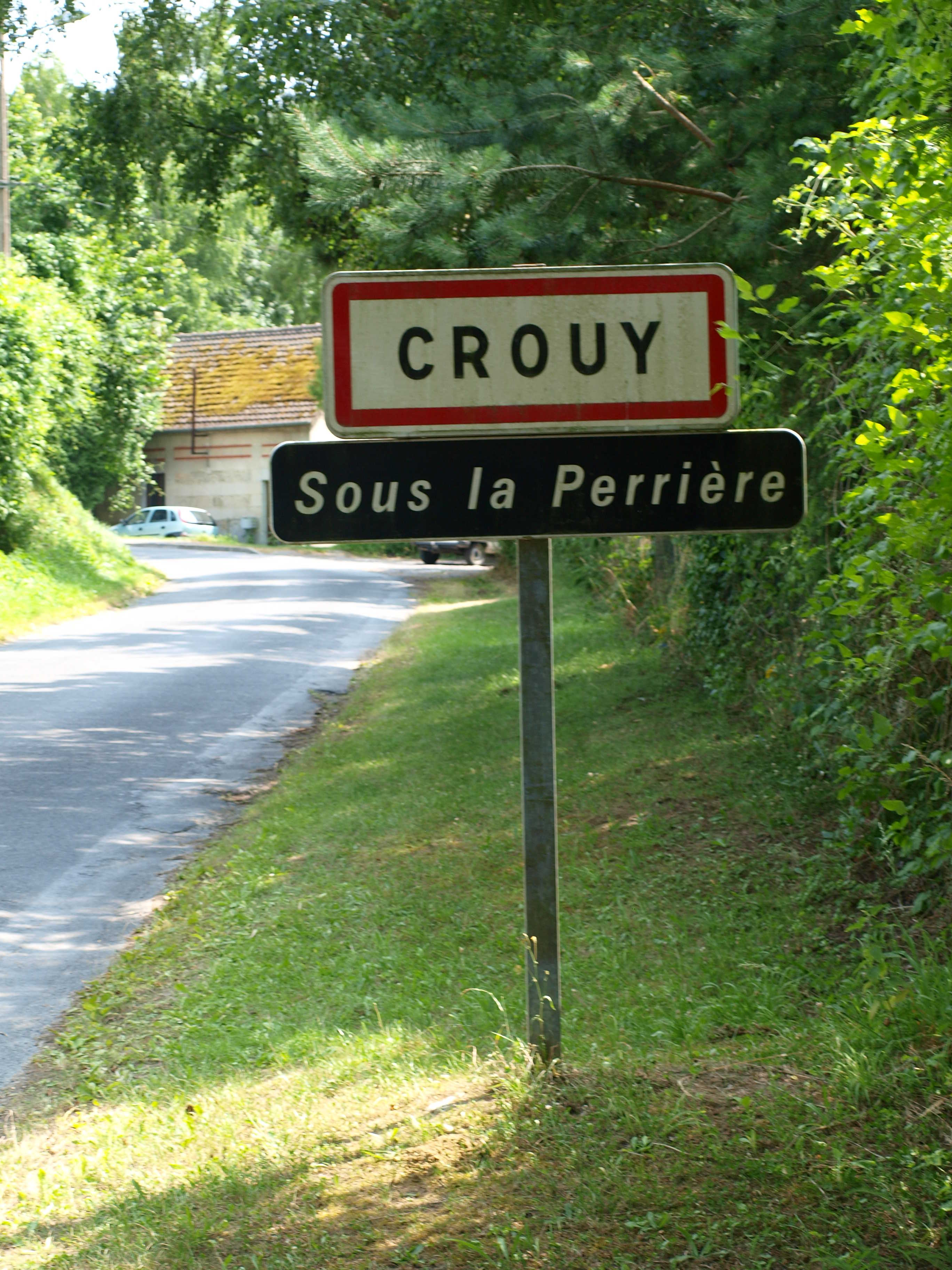
Panneau E31 avec le panneau d'entrée d'agglomération EB10 de Crouy, Aisne.
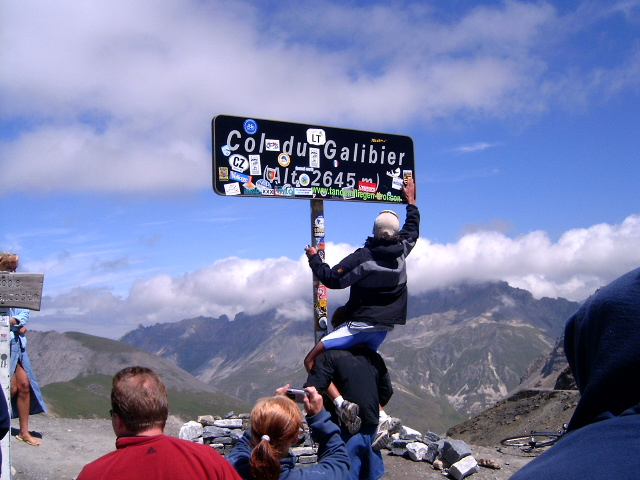
Panneau du col du Galibier, couvert d'autocollants.
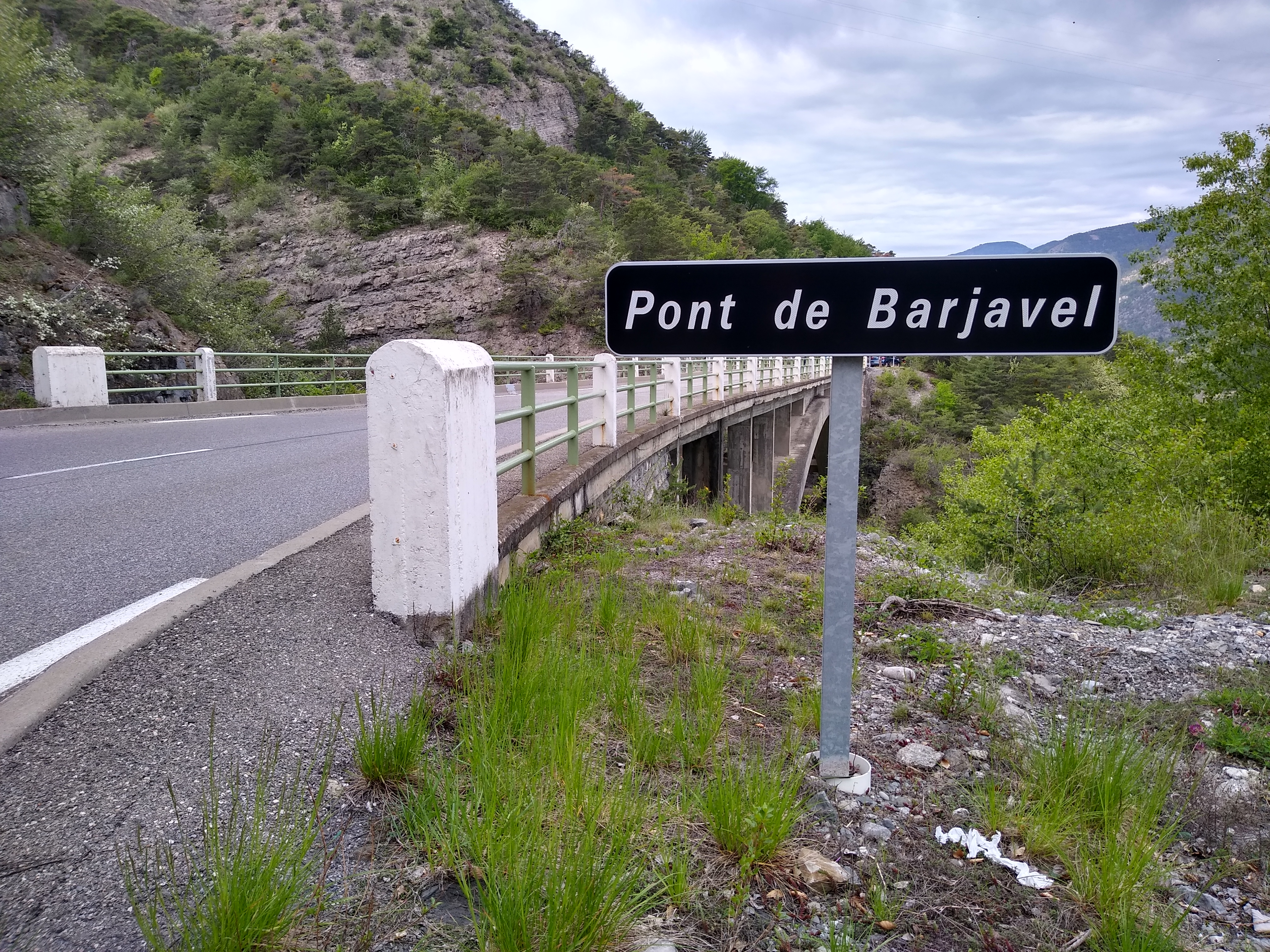
Signalisation du pont de Barjavel, à Ubaye-Serre-Ponçon, Alpes-de-Haute-Provence.
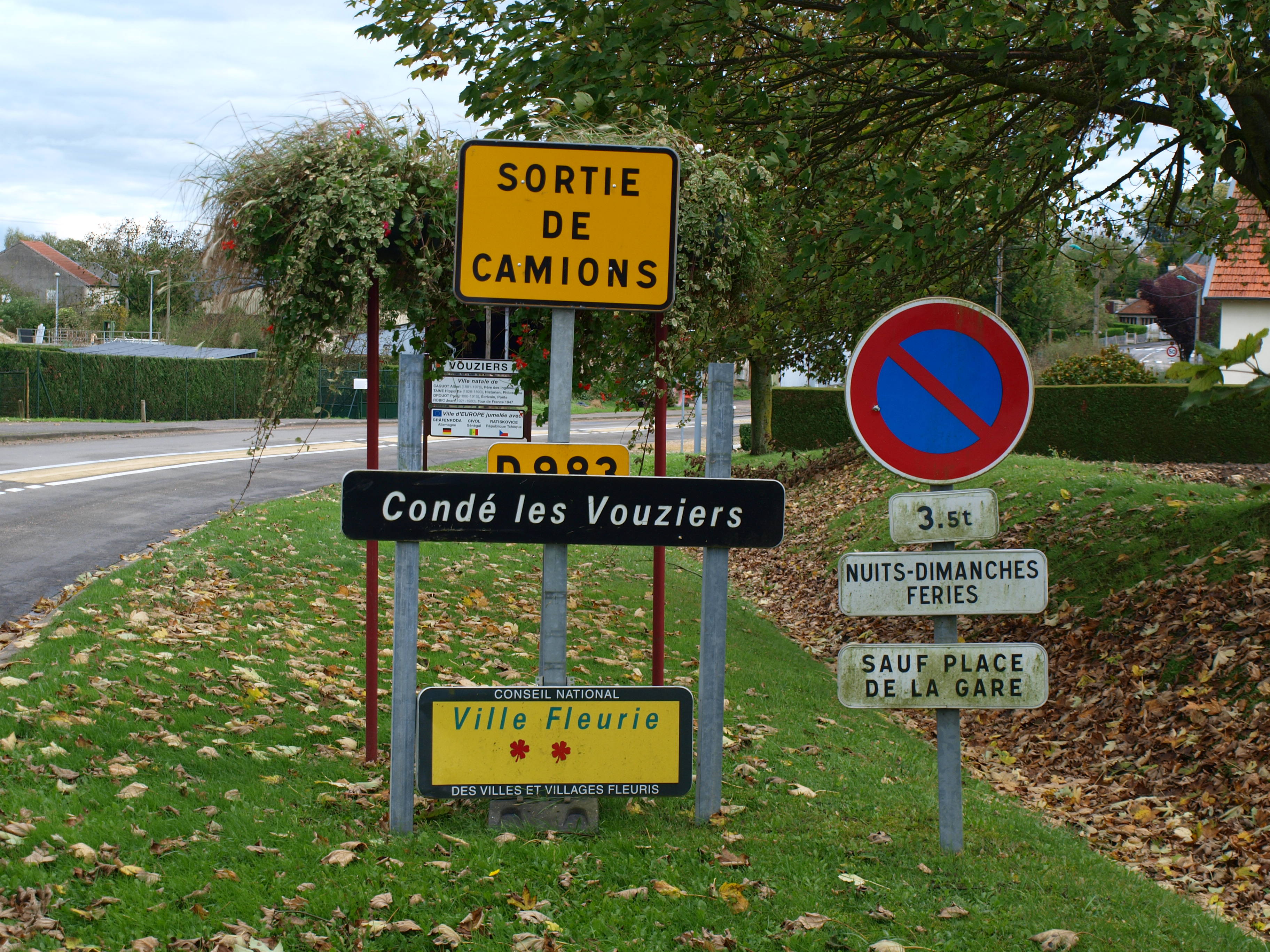
Panneau E31 avec de nombreux autres panneaux accompagnant plus souvent un panneau EB10.
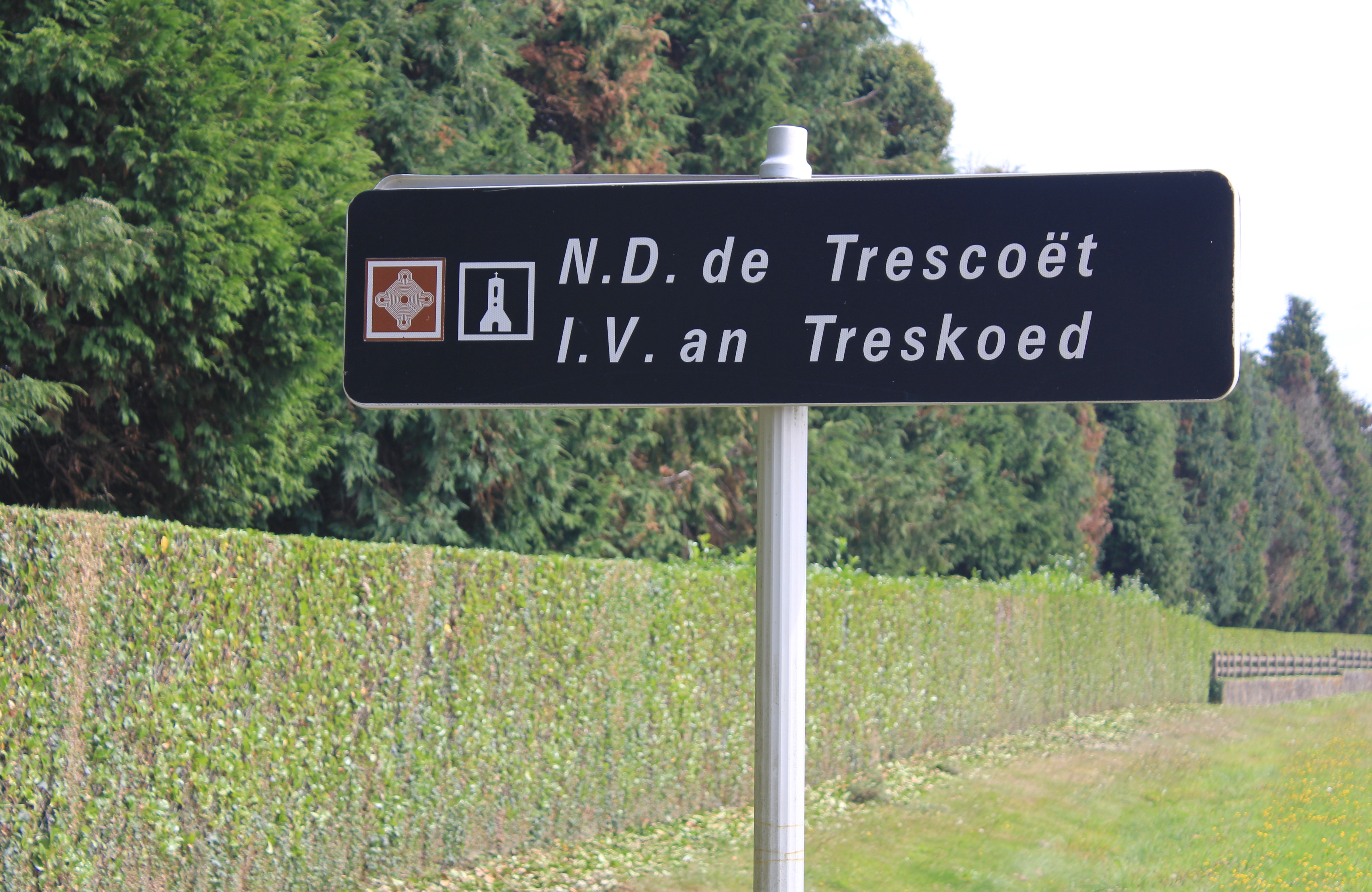
Signalisation bilingue d'une chapelle, avec idéogramme ID16a et un idéogramme non réglementaire.
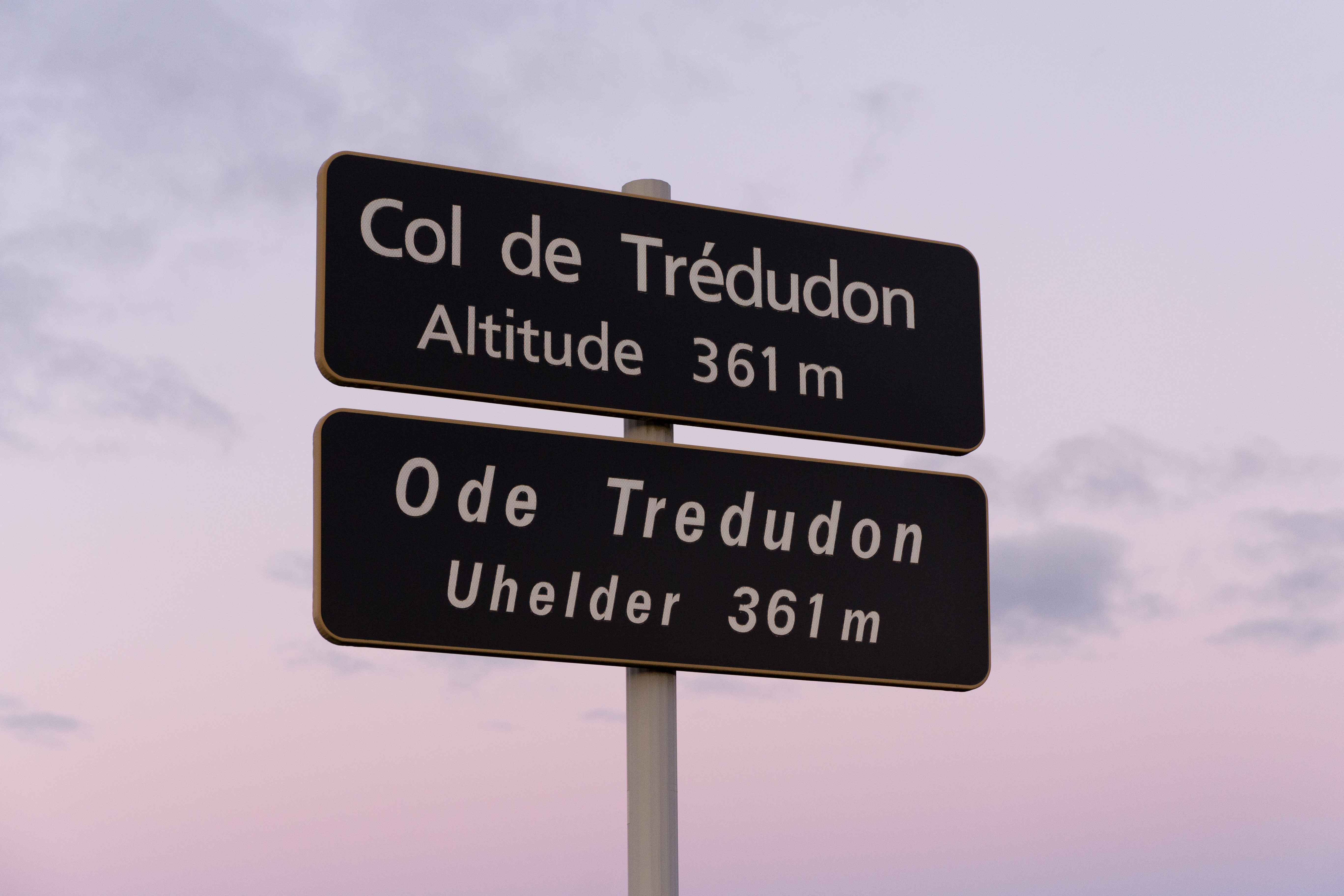
Deux panneaux E31 pour deux langues.

### Panneau E32
Le panneau E32 signale un cours d’eau. Ce panneau est à fond noir, l’inscription (le nom du cours d’eau) et le pictogramme (à gauche du panneau) sont de couleur blanche.

Déclinaison du panneau E32
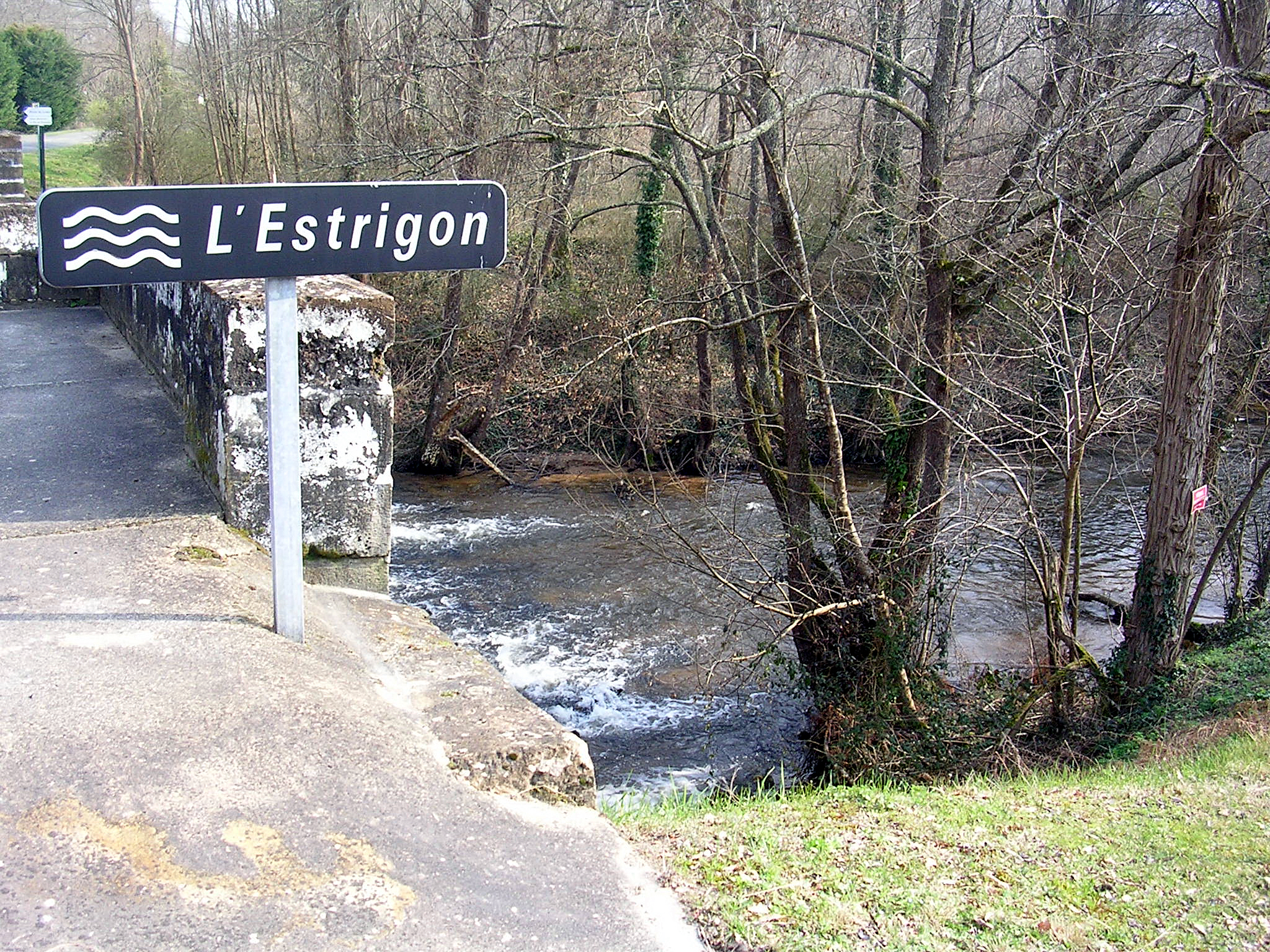
Panneau E32 seul.
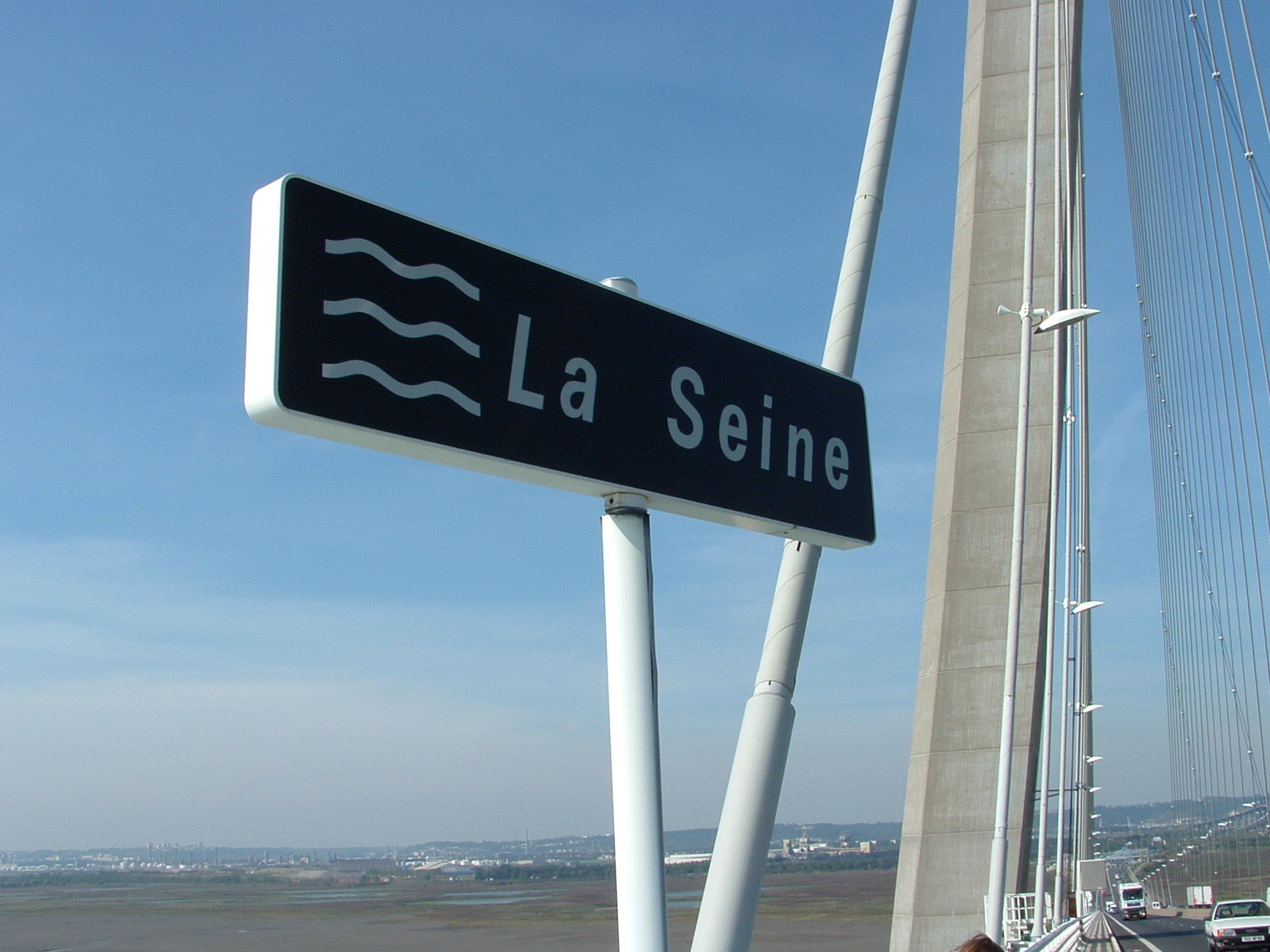
Signalisation de La Seine au pont de Normandie.
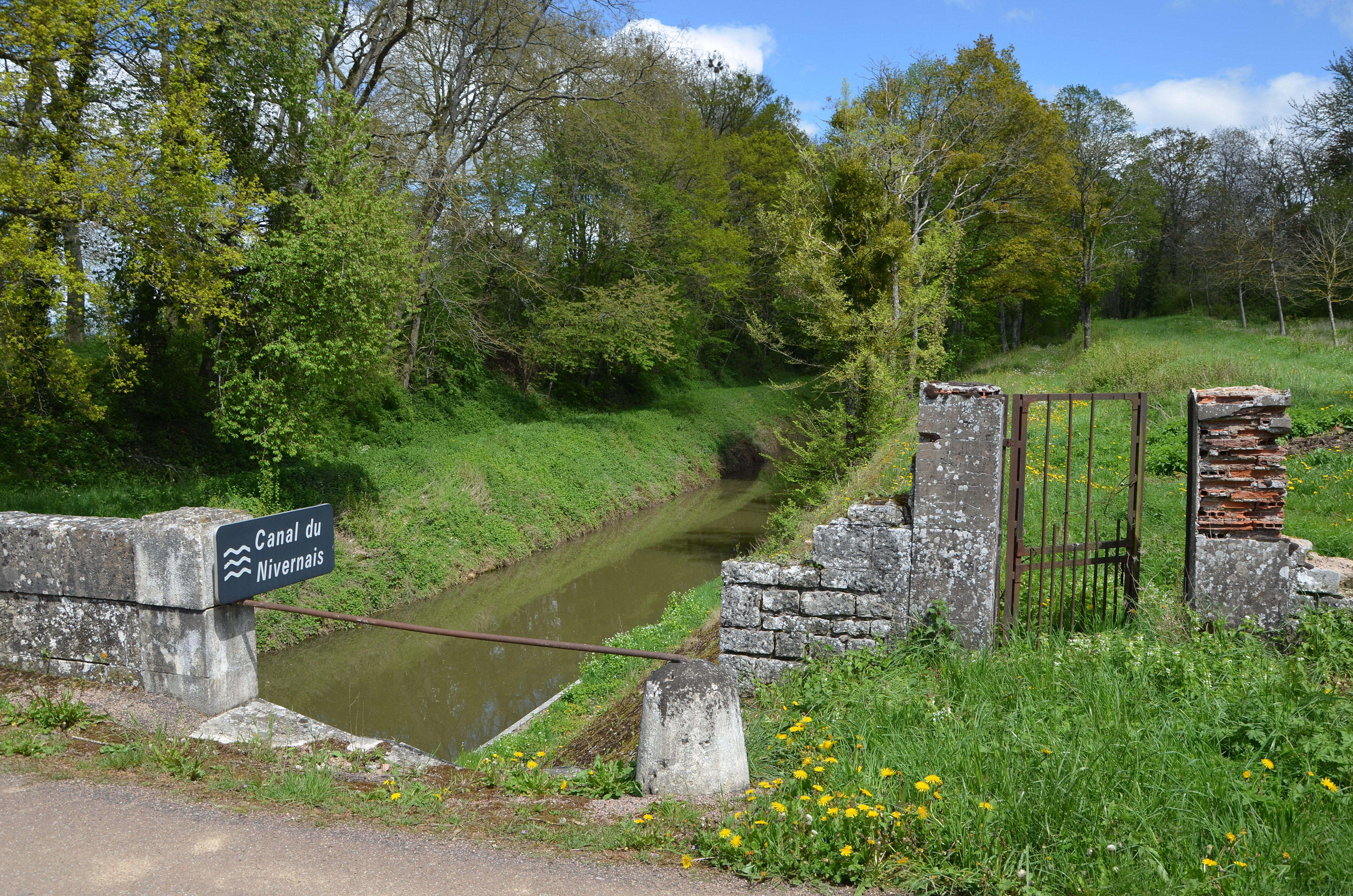
Signalisation du canal du Nivernais.
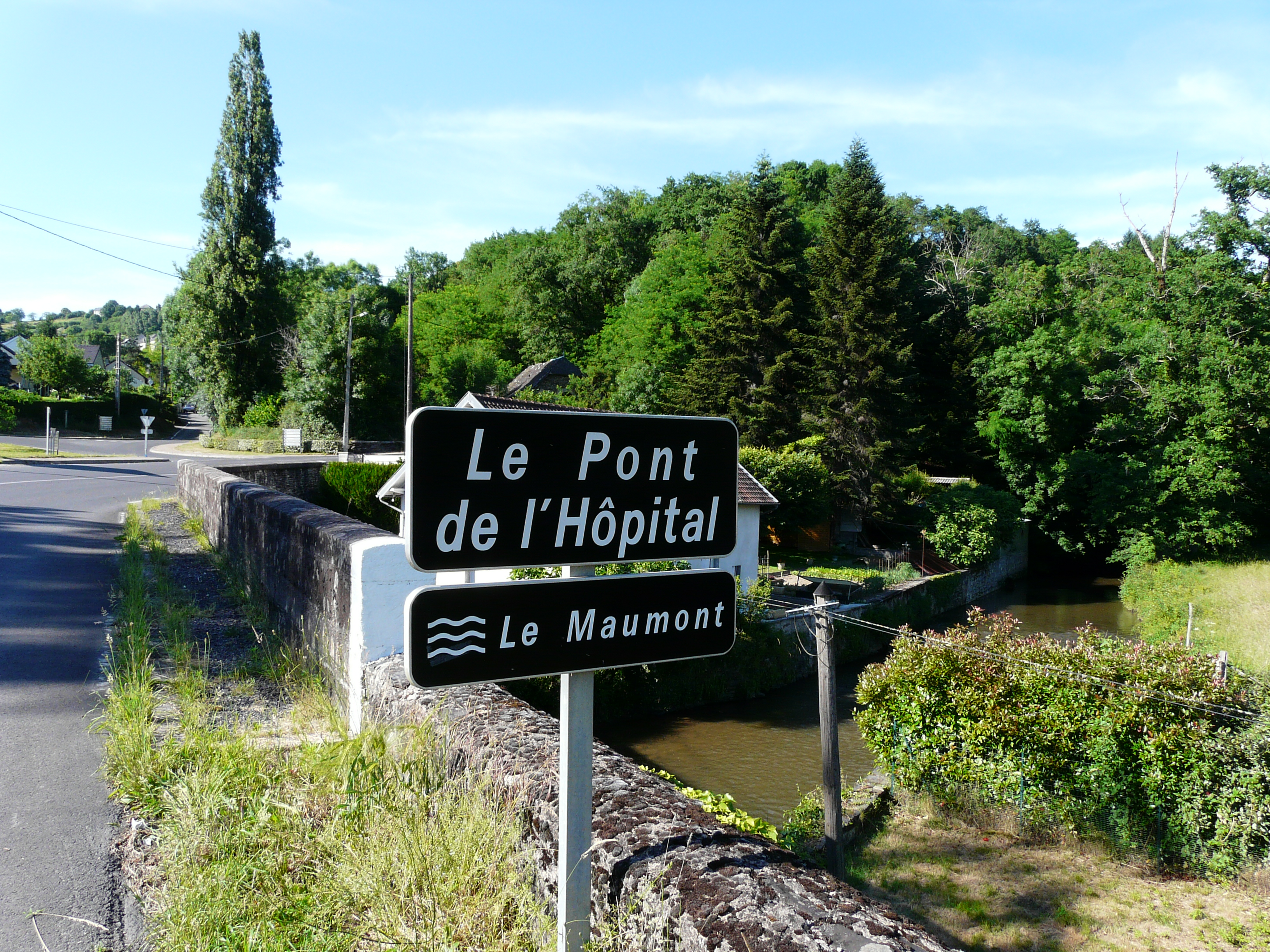
Panneaux E31 et E32 pour signaler Le Pont de l'Hôpital sur Le Maumont.
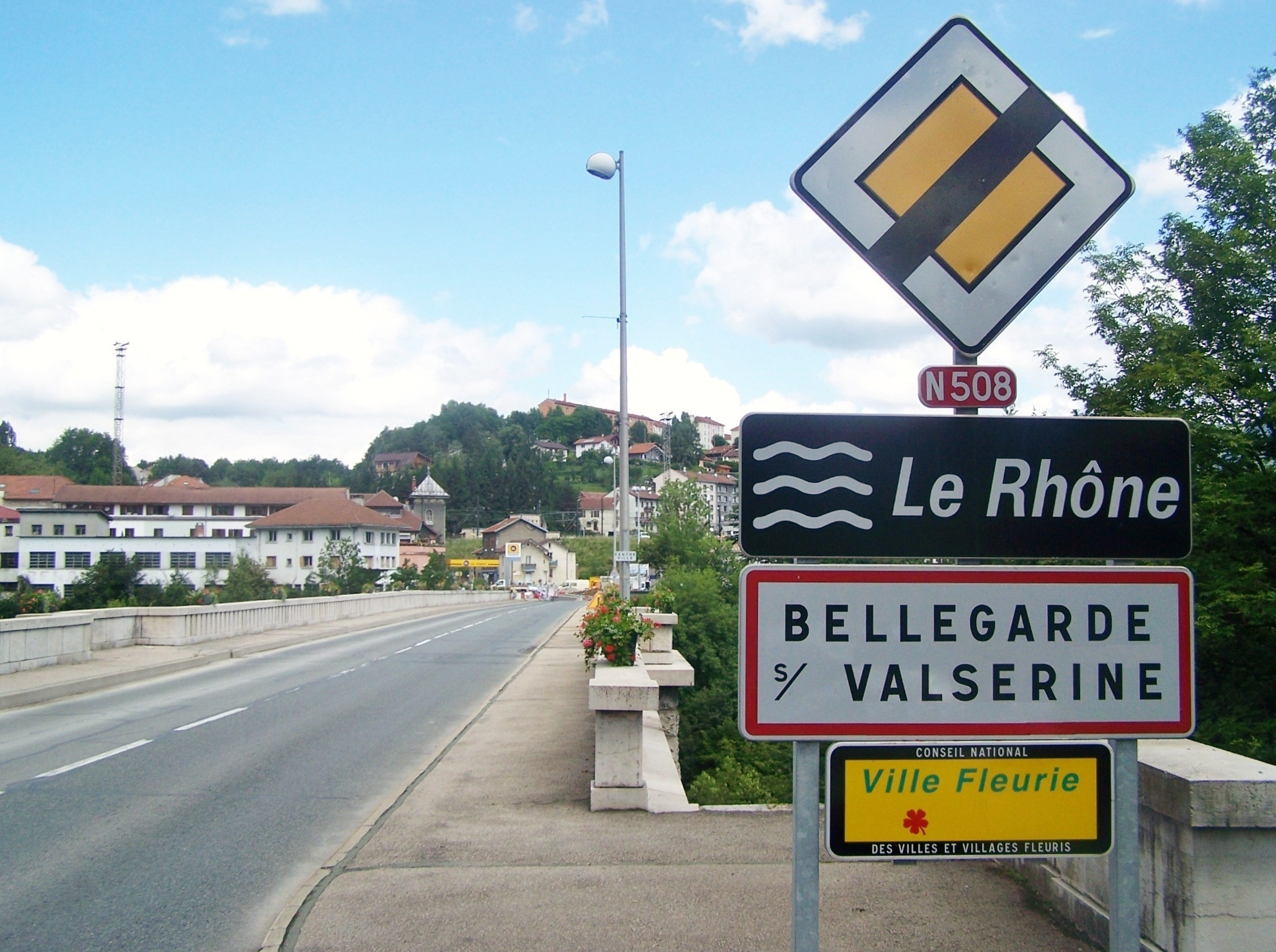
Signalisation du Rhône (E31), de Bellegarde-sur-Valserine (EB10), de la Nationale 508 (E42) et de fin de route prioritaire (AB7).
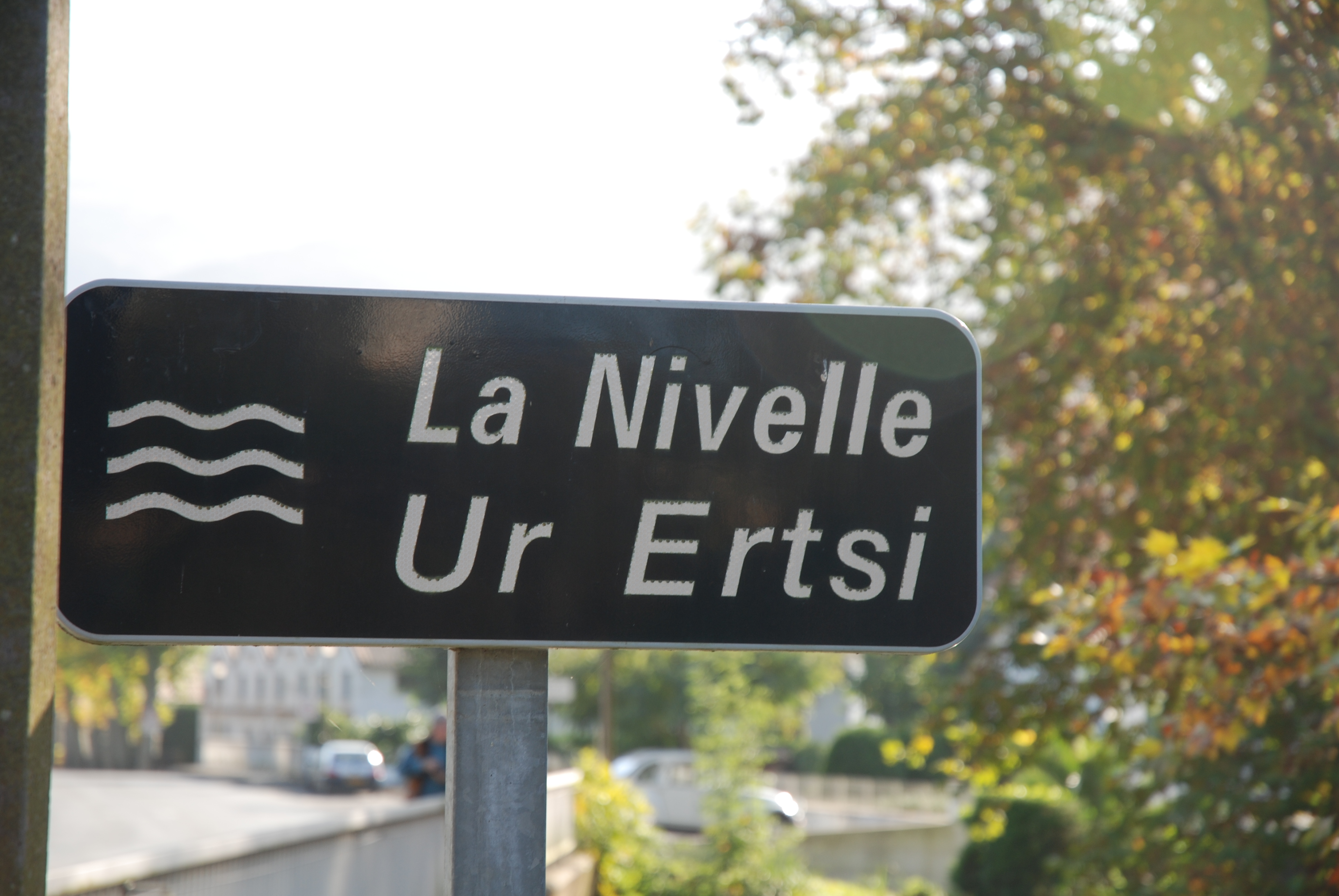
Signalisation bilingue avec un panneau E32.
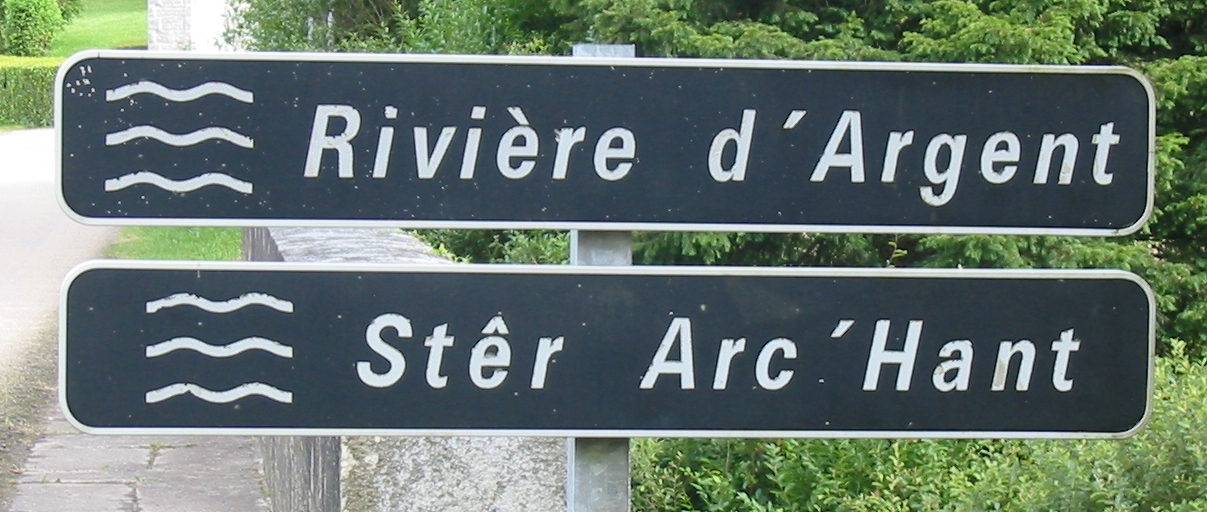
Signalisation bilingue avec deux panneaux E32.
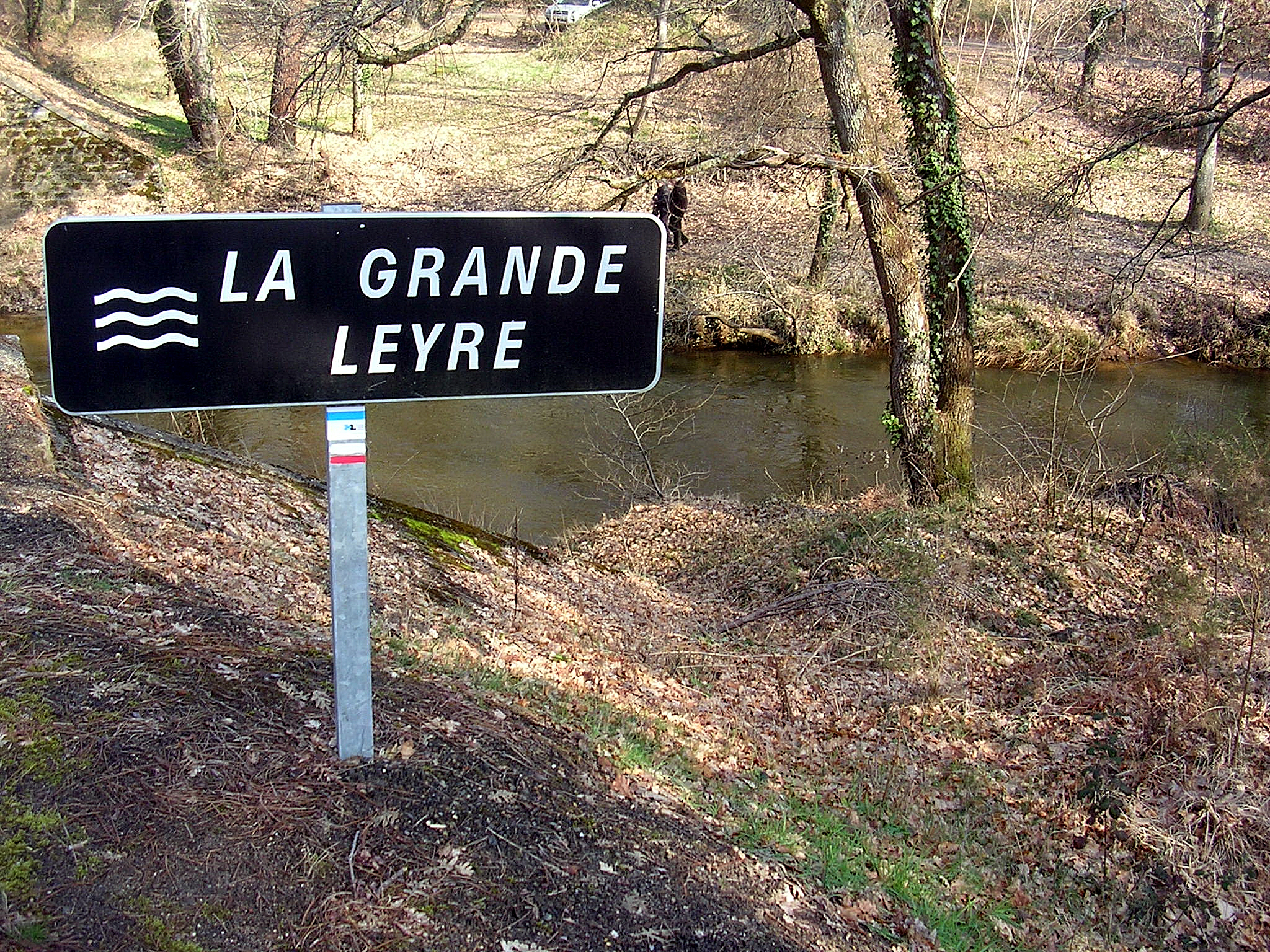
Inscription en capitales.

### Panneaux E33
- Panneau E33a : localisation d’un parc national, d’un parc naturel régional, d’une réserve naturelle ou d’un terrain du Conservatoire du littoral et des rivages lacustres ; panneau à fond marron, listel et inscription blancs ;
- Panneau E33b : appartenance d'une commune à un parc national, à un parc naturel régional, à une réserve naturelle ou à une zone du Conservatoire du littoral et des rivages lacustres ; panneau à fond marron, listel et inscriptions blancs.

Panneaux E33
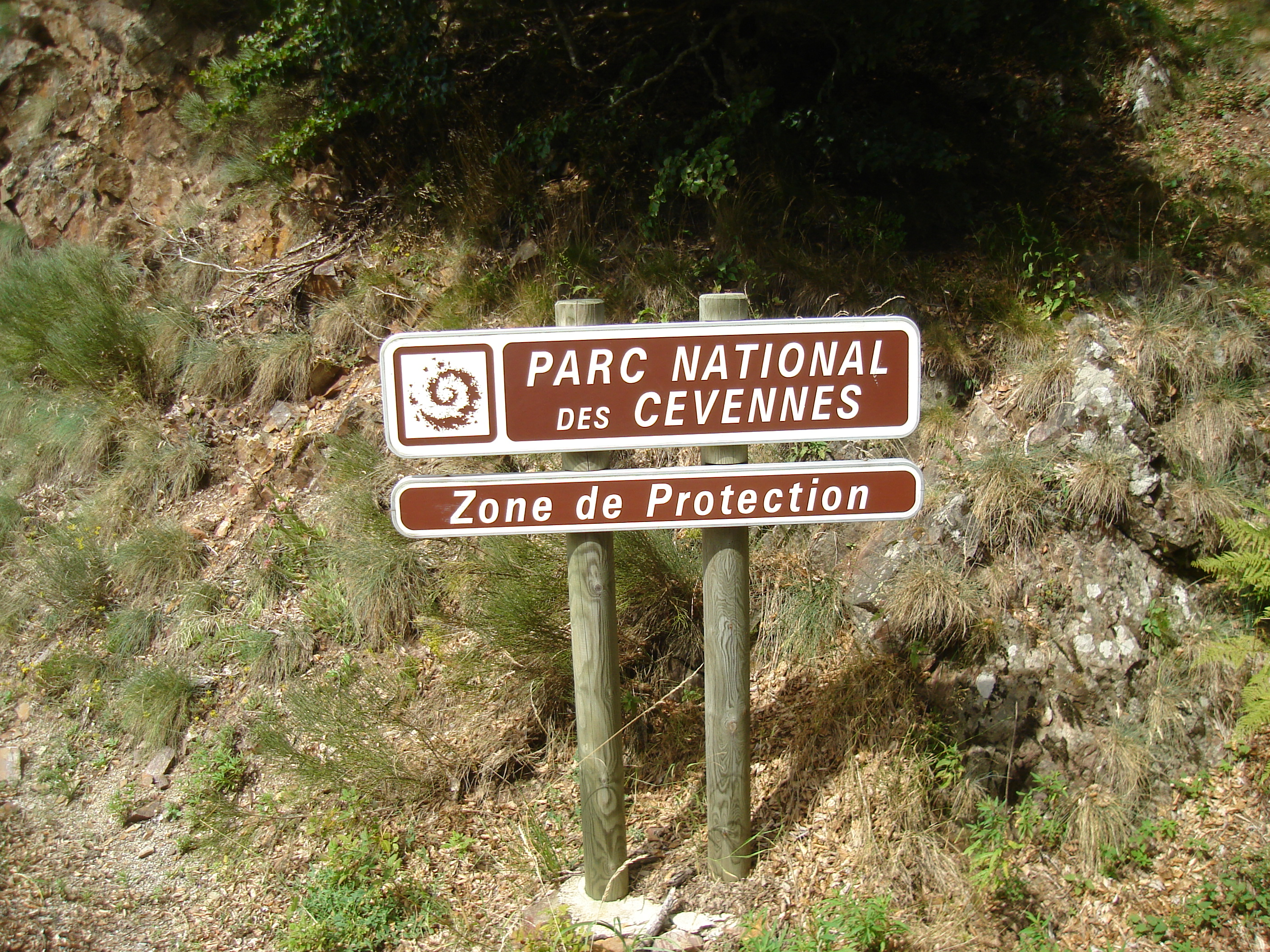
Panneau E33a du parc national des Cévennes.
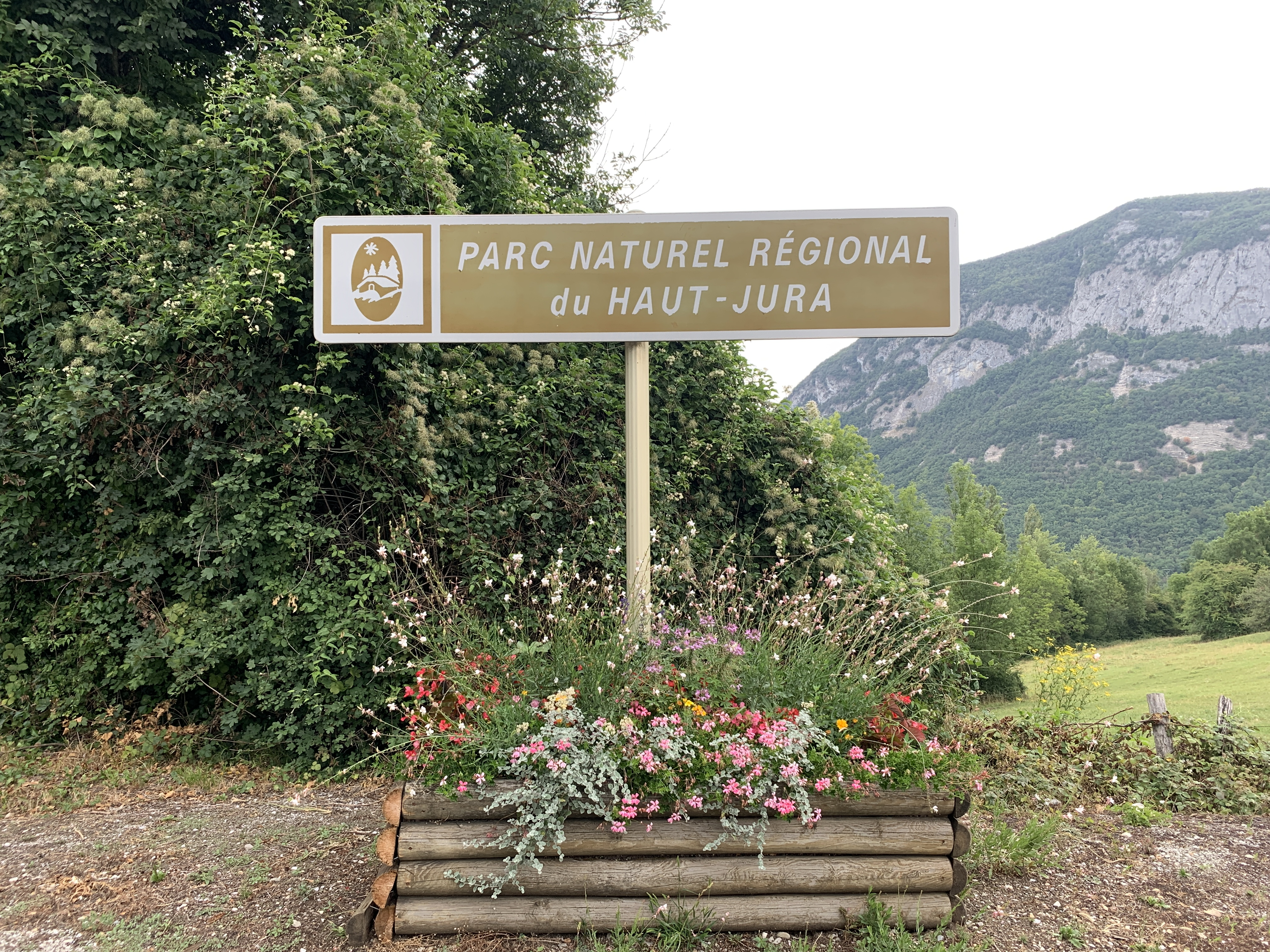
Panneau E33a du parc naturel régional du Haut-Jura.
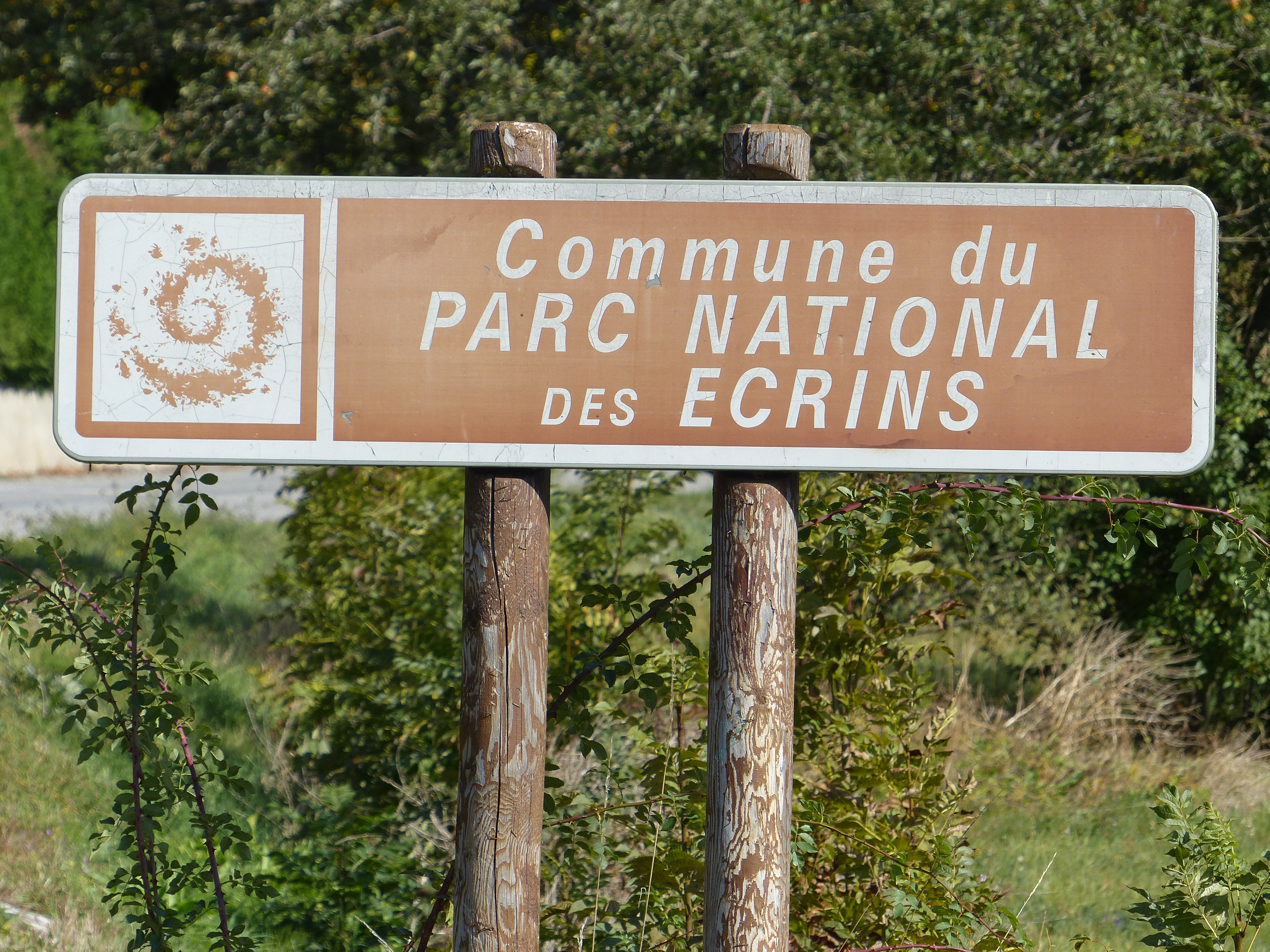
Panneau E33b Commune du parc national des Écrins.
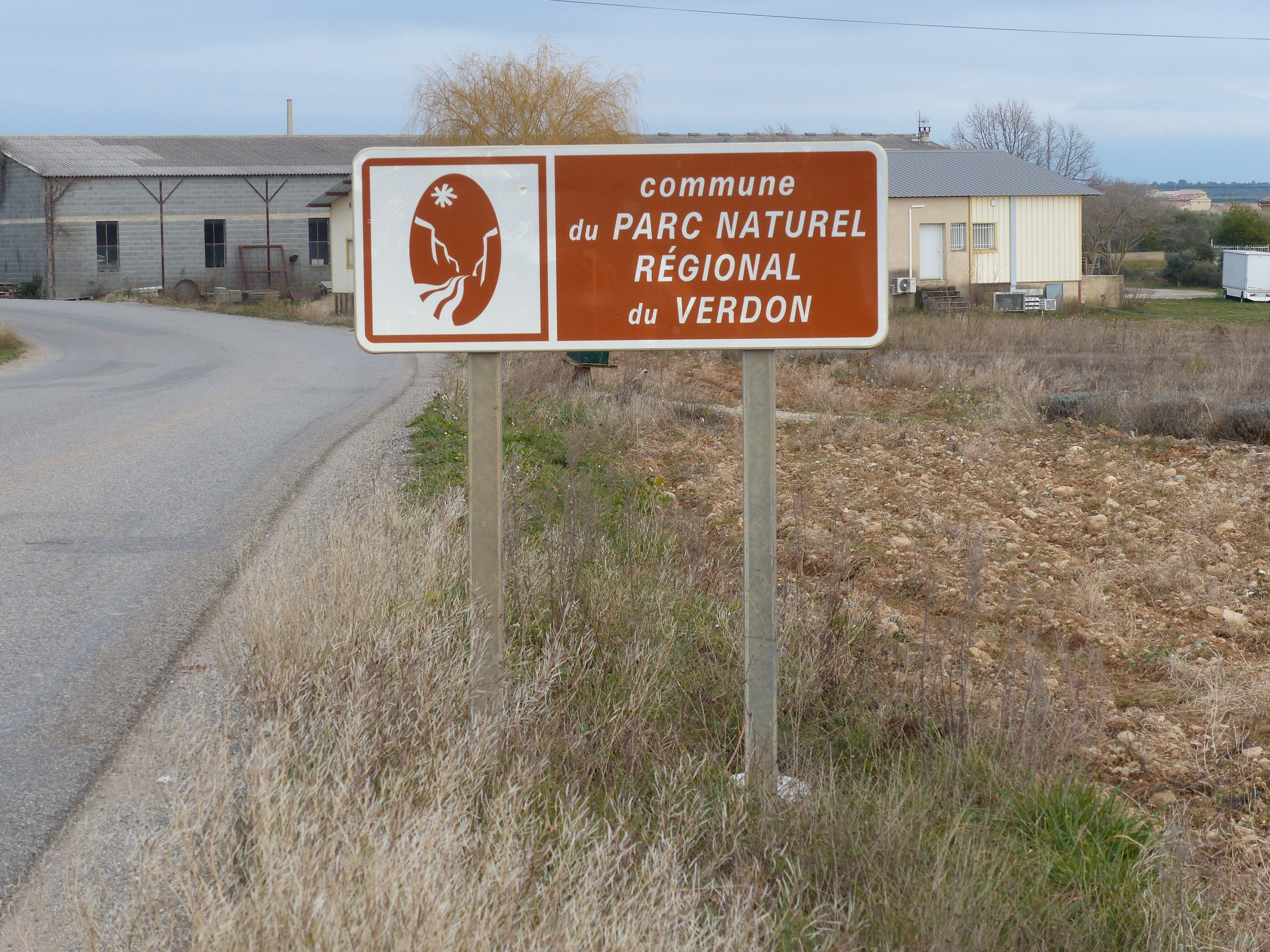
Panneau E33b Commune du parc naturel régional du Verdon.

### Panneaux E34
Les panneaux E34a et E34b permettent de localiser une aire routière. Ils sont à fond noir et leur inscription est de couleur blanche.
Les panneaux E34c et E34d (anciennement E35a et E35b) permettent de localiser une aire autoroutière. Ils sont à fond bleu et leur inscription est de couleur blanche.
- Panneau E34a : localisation d’une aire routière ;
- Panneau E34b : fin de localisation d’une aire routière (il comporte en plus une barre transversale rouge) ;
- Panneau E34c (anciennement E35a) : localisation d’une aire autoroutière ;
- Panneau E34d (anciennement E35b) : fin de localisation d’une aire autoroutière (il comporte en plus une barre transversale rouge).

Panneaux E34
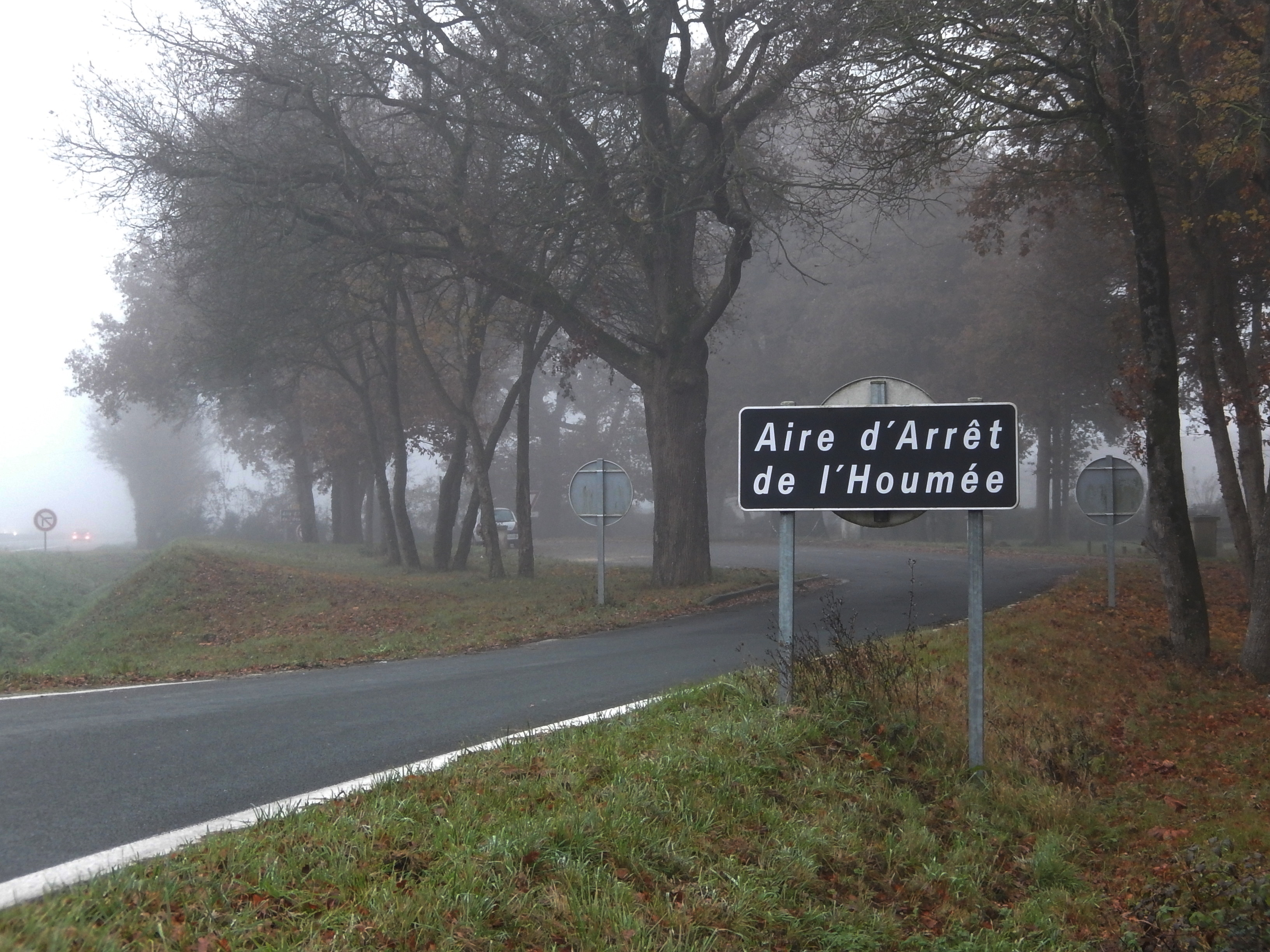
Panneau E34a de l'entrée de l'Aire d'Arrêt de l'Houmée sur la route départementale 733 à Échillais.
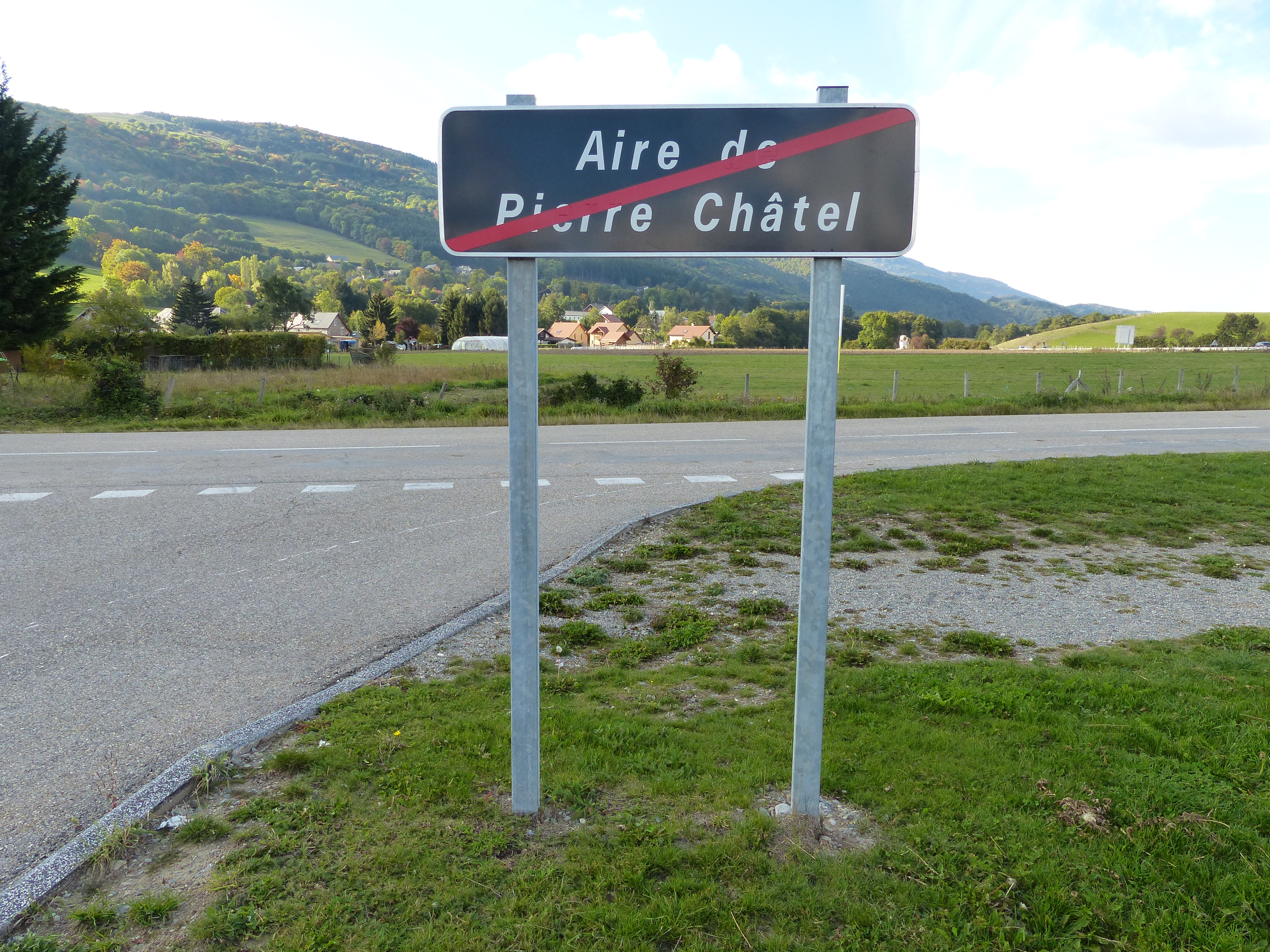
Panneau E34b de sortie de l'Aire de Pierre Châtel sur la route nationale 85.
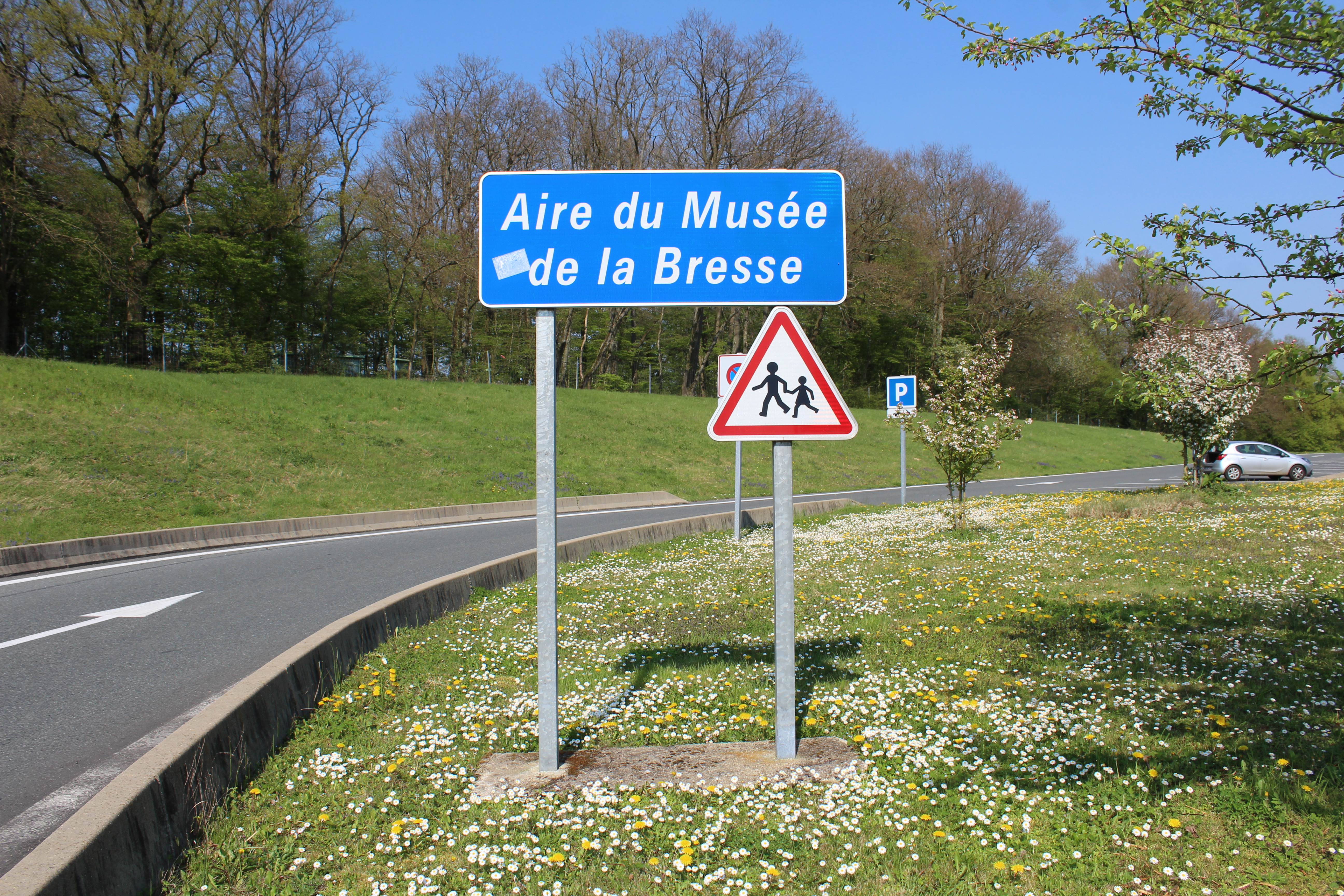
Panneau E34c d'entrée dans l'Aire du Musée de la Bresse surmontant un panneau A13a.
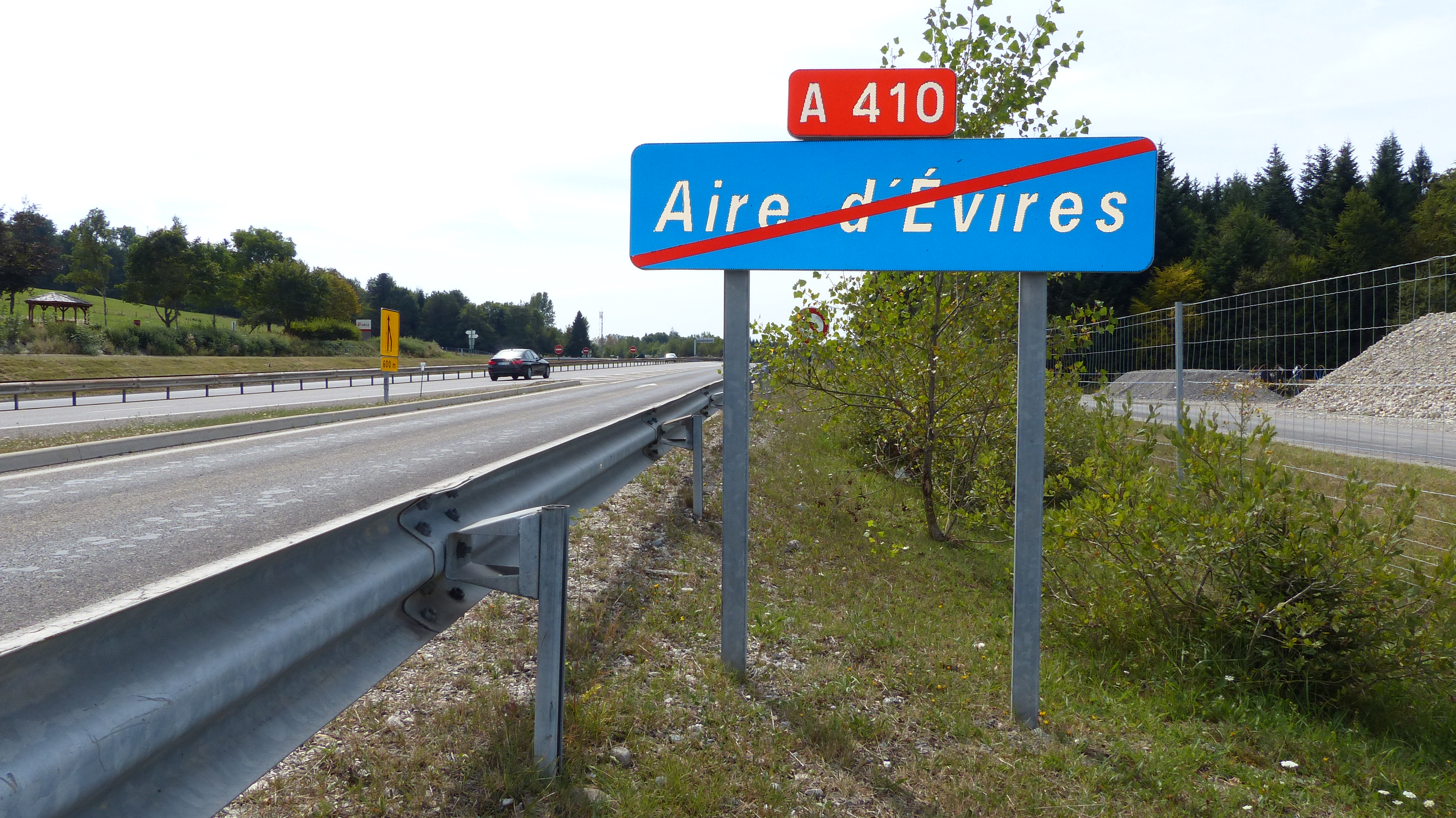
Panneau E34d de sortie de l'Aire d'Évires avec cartouche E42 de l'A410.

### Panneau E36
Les panneaux E36a et E36b (distingués depuis l’arrêté du 6 décembre 2011) permettent de localiser l’entrée d’un département ou d’une région administrative. Ces panneaux sont à fond bleu, le listel et son inscription (« département… » ou « région… ») sont de couleur jaune. Le logotype du département ou de la région sont à gauche du panneau.

Déclinaisons du panneau E36a
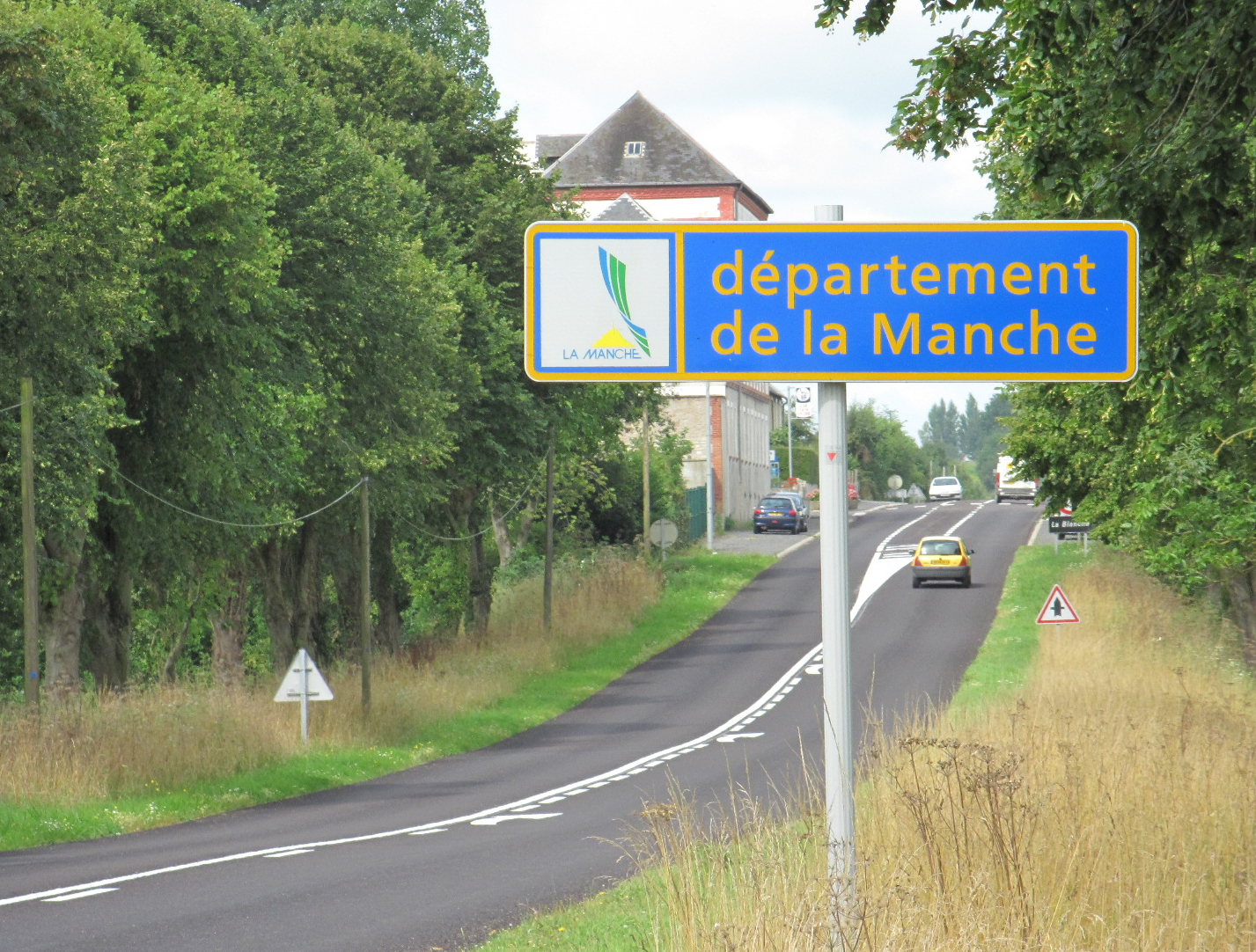
Panneau E36a seul.
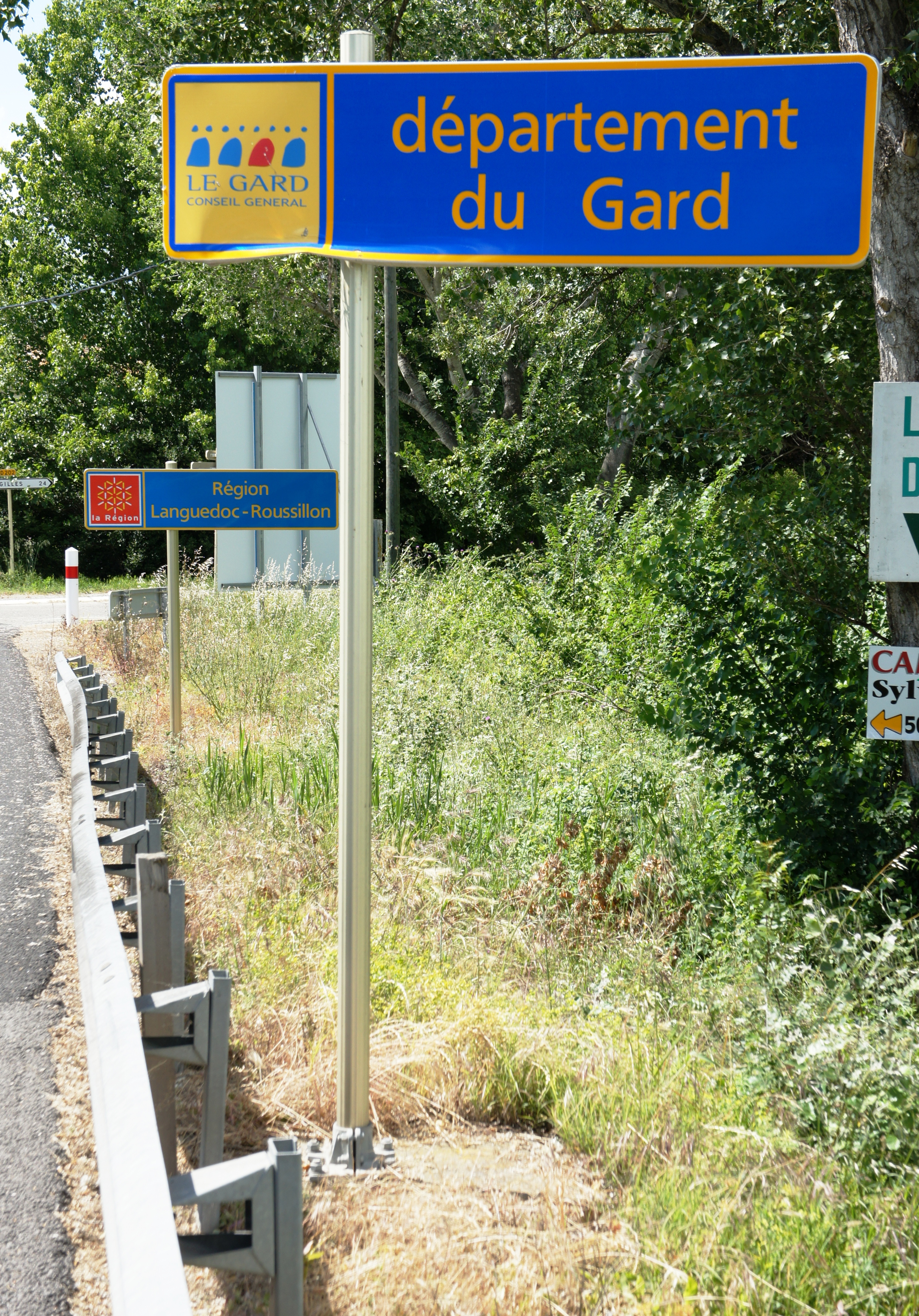
Panneau E36a suivi d'un E36b.
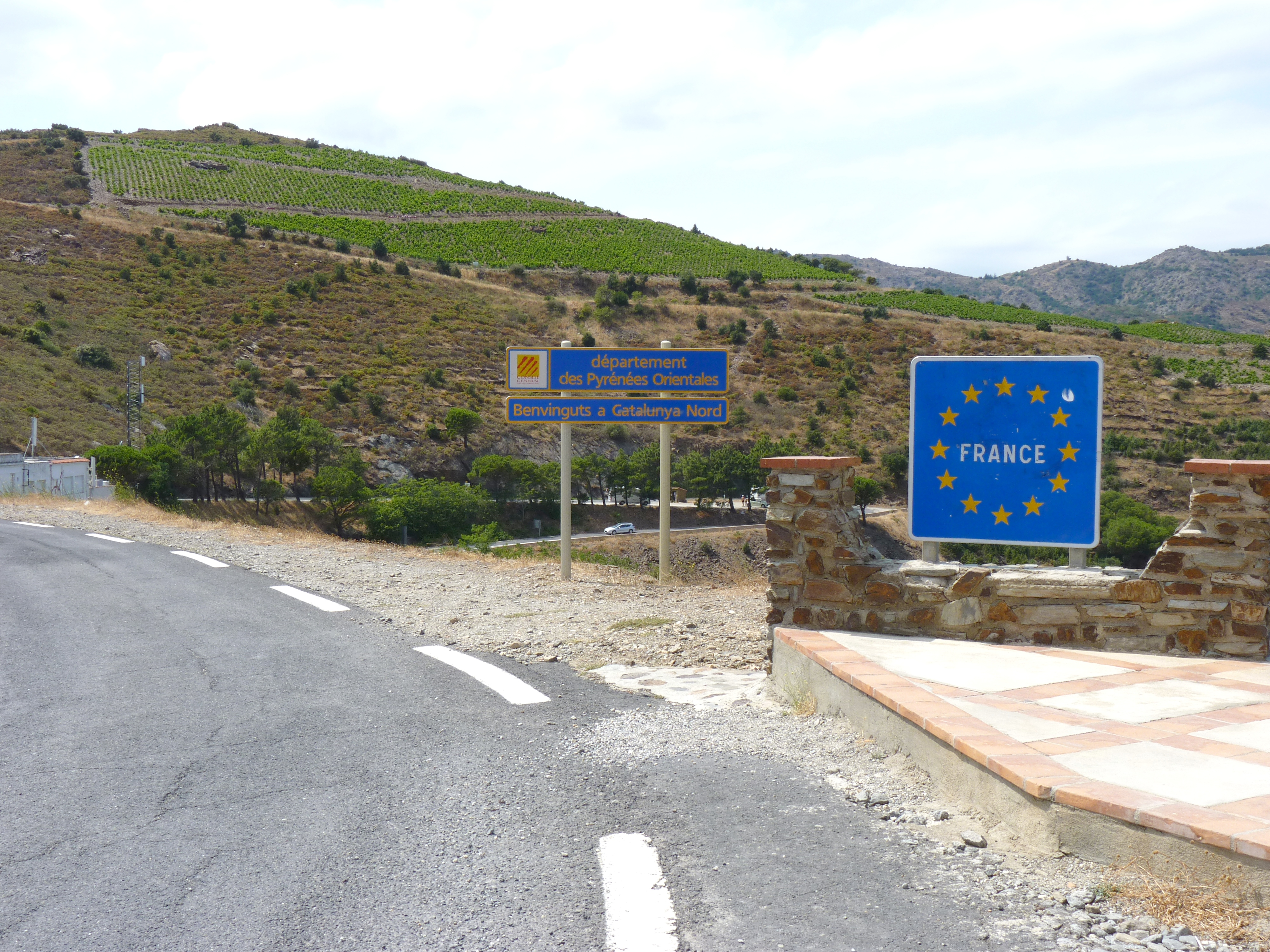
Panneau E36a précédé d'un E39 pour l'entrée en France.

Déclinaisons du panneau E36b
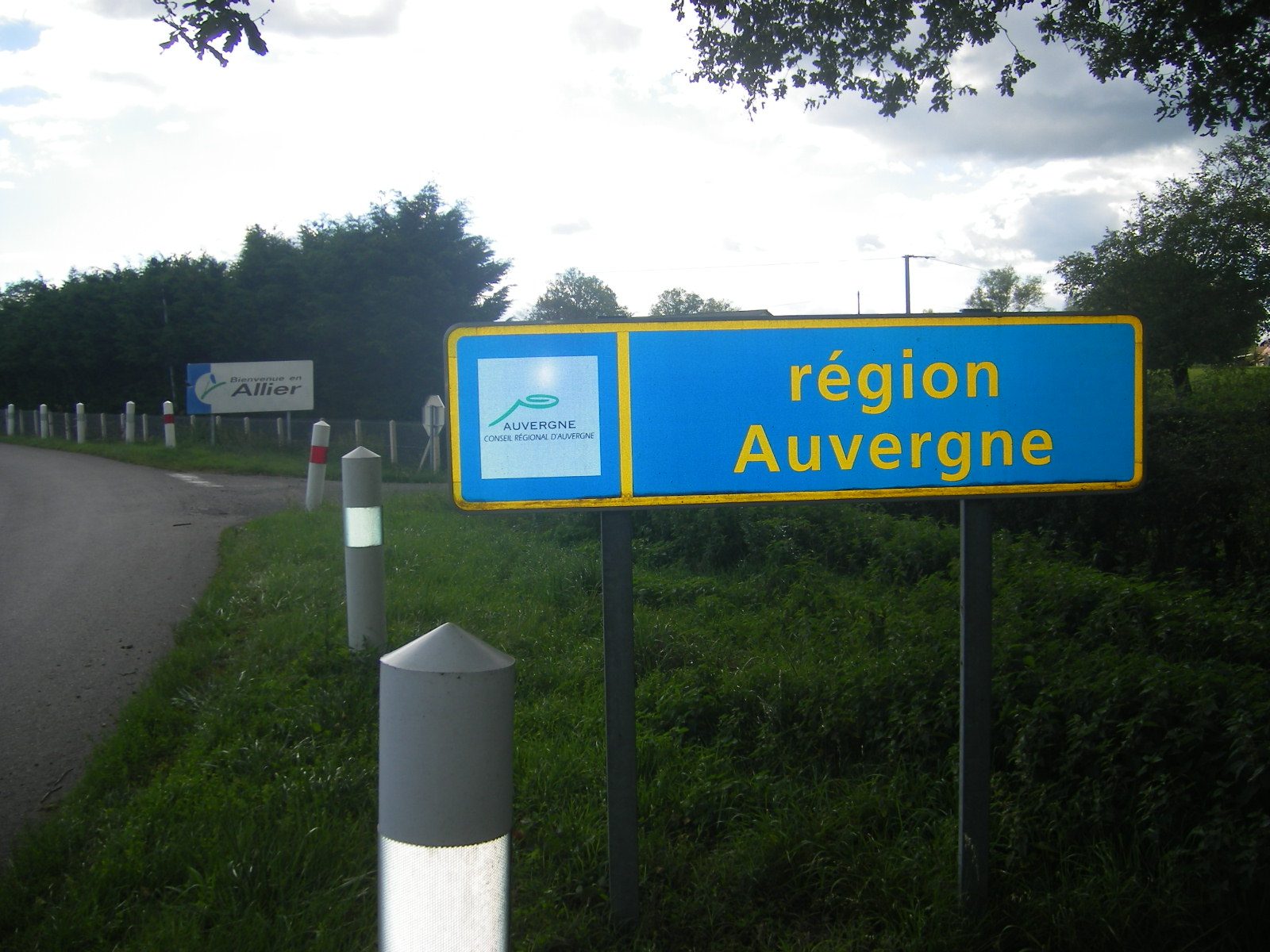
Panneau E36b Auvergne seul.
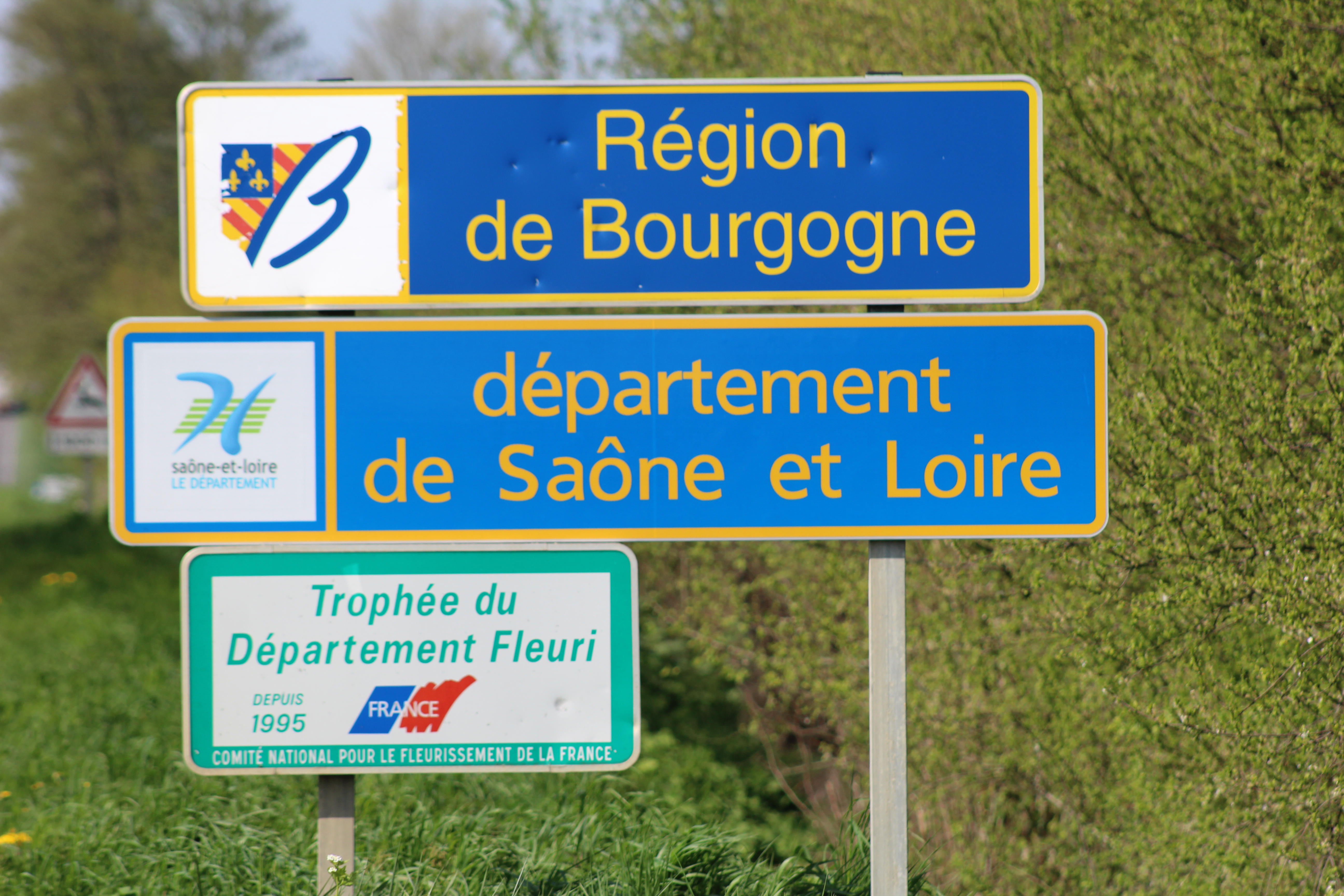
Panneaux E36b Bourgogne, E36a Saône et Loire, et Trophée du Département Fleuri.

### Panneaux E37
- Panneau E37a : Indication du nom d’une œuvre d’art et de son auteur sur des voiries où la circulation des piétons est interdite ; panneau à deux registres à fond noir et inscriptions en caractères L5 blancs.
- Panneau E37b : Indication du nom de l’auteur d’une œuvre d’art sur les voiries où la circulation des piétons est interdite ; panneau à fond noir et inscriptions en caractères L5 blancs[2].

Déclinaisons du panneau E37
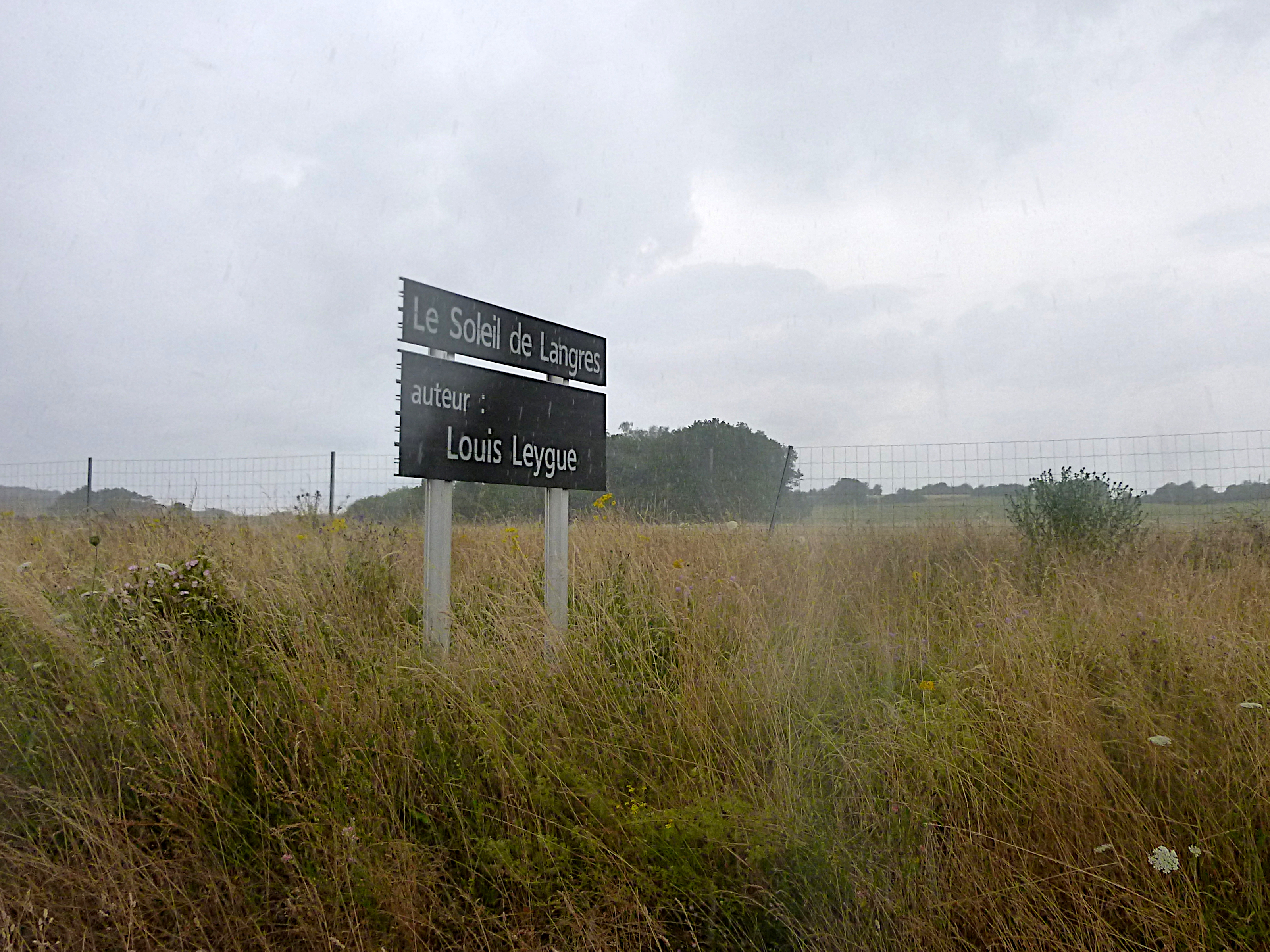
Panneau E37a sur l'A31, Le Soleil de Langres par Louis Leygue.
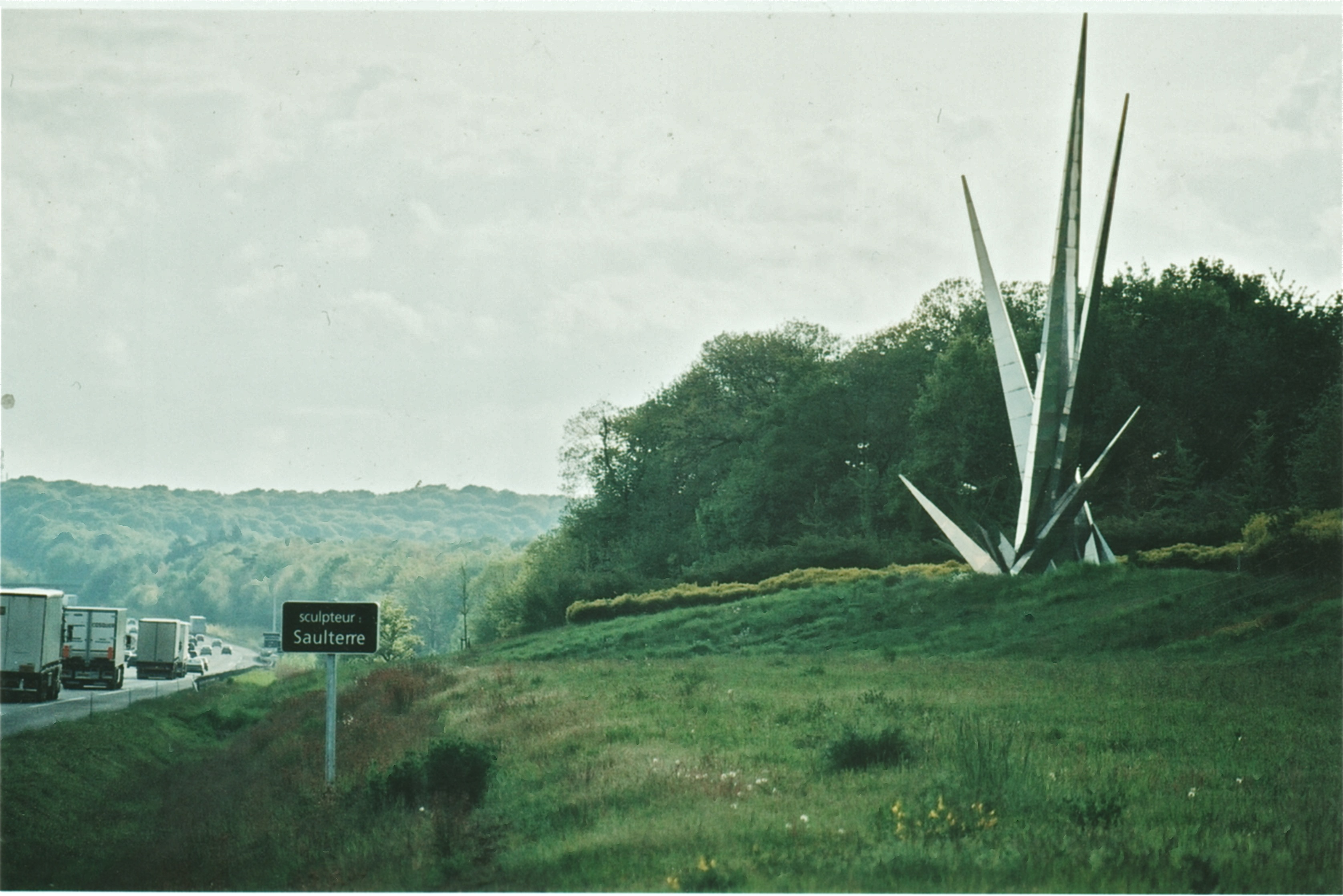
Panneau E37b sur l'A10, mentionnant l'auteur des Flèches des cathédrales.

### Panneau E38
Localisation des limites de gestion ou de concession d’un réseau autoroutier (panneau créé par l’arrêté du 6 décembre 2011). Par exemple : « vous entrez sur… » et/ou « bonne route ».

Déclinaisons du panneau E38
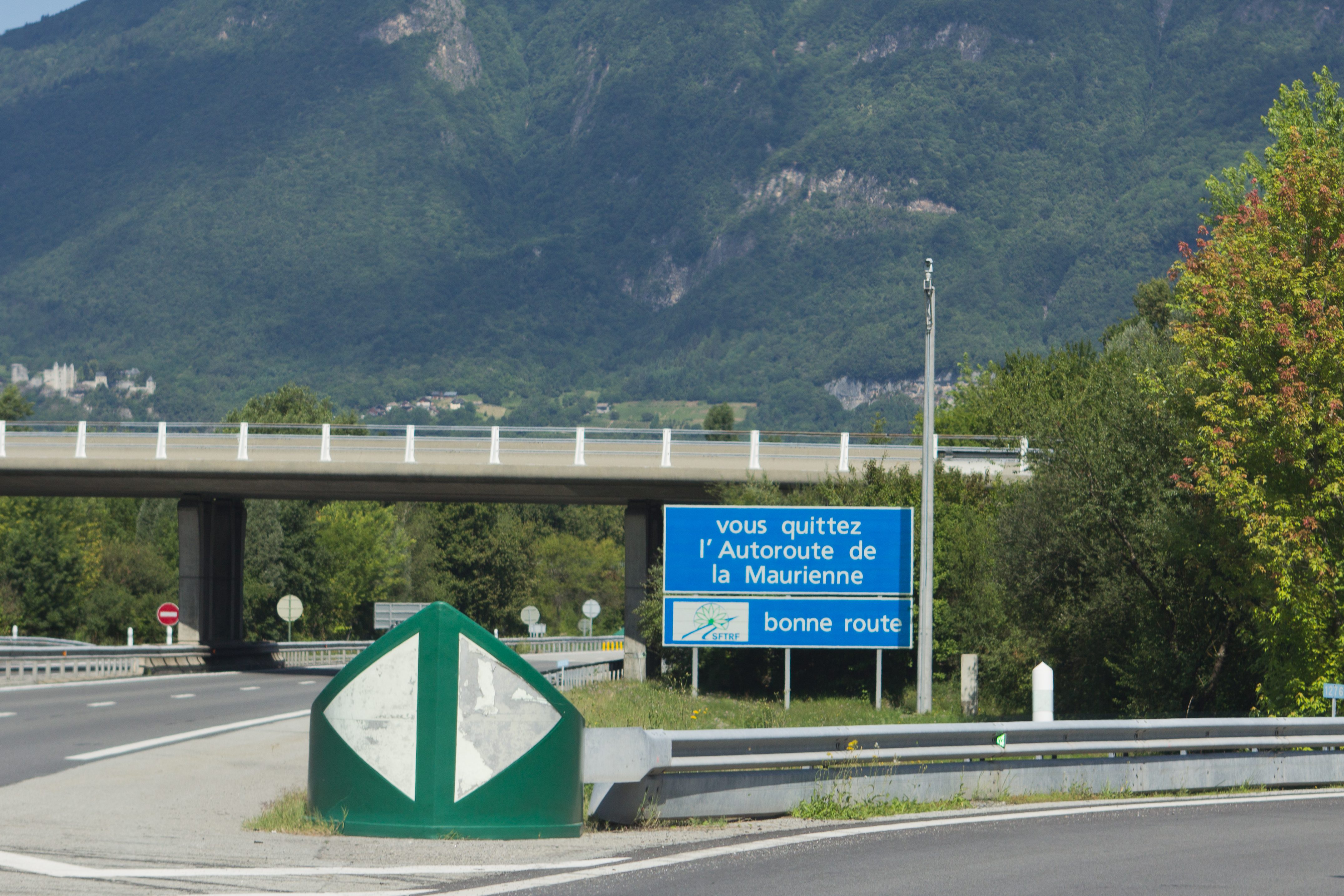
Panneau E38 sur l'A43, concédée à SFTRF.
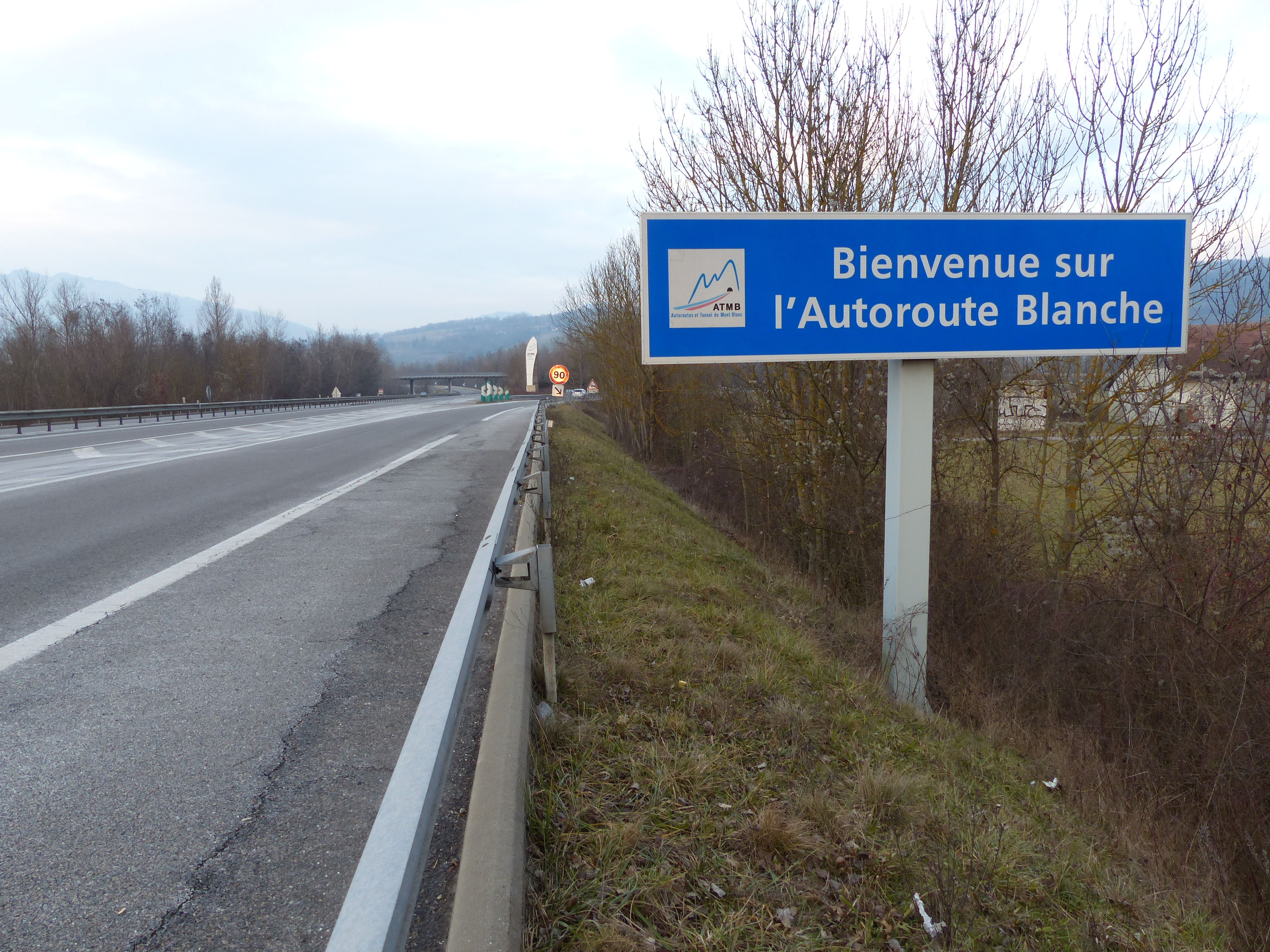
Panneau E38 en arrivant sur l'A40, concédée à ATMB.
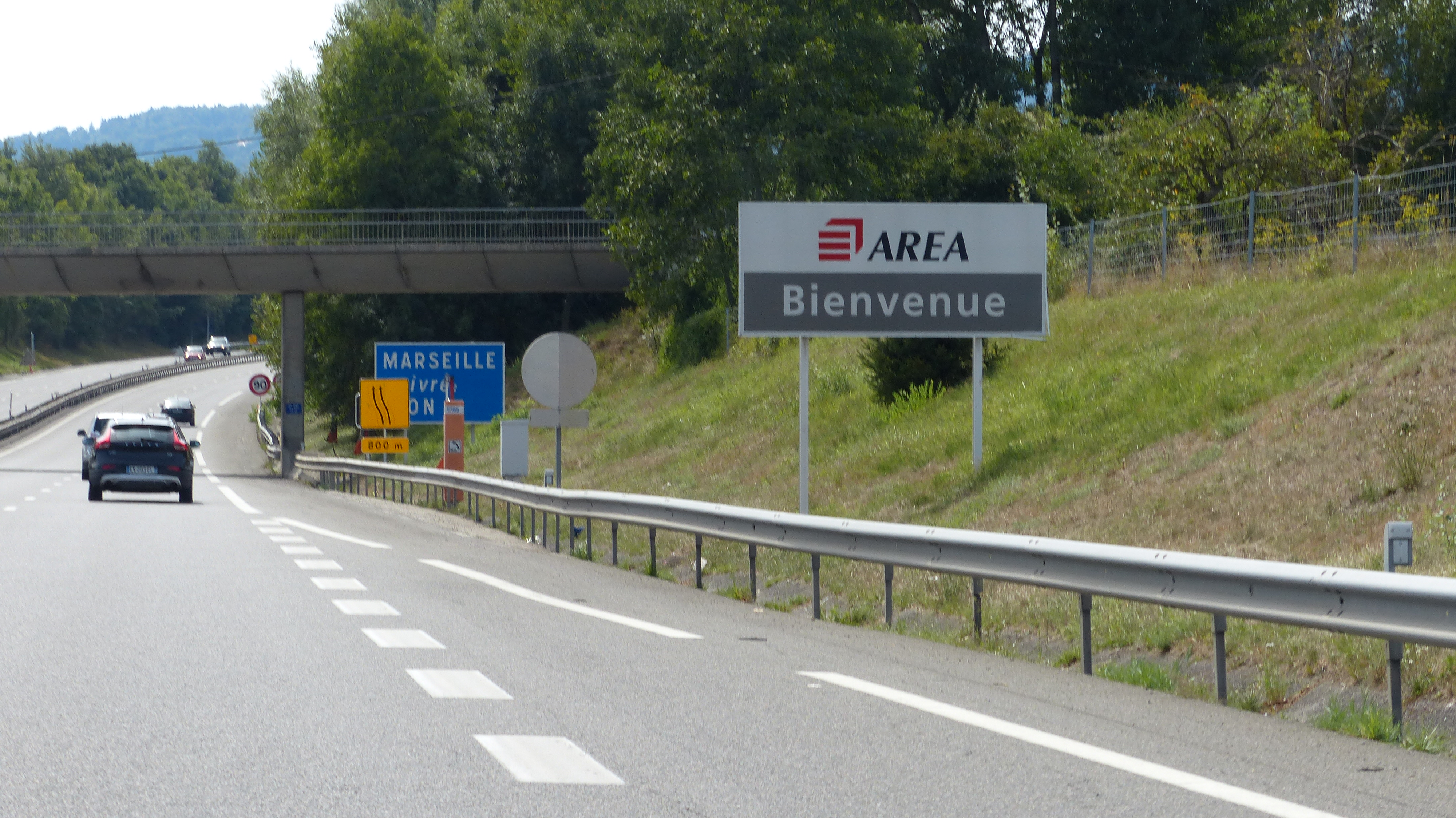
Panneau faisant office d'E38 sur l'A410, concédée à AREA.

### Panneau E39
- Panneau E39 : localisation d’un État membre à la Communauté économique européenne ; panneau à fond bleu, inscription blanche et étoile jaunes[2],[3].

Déclinaisons du panneau E39
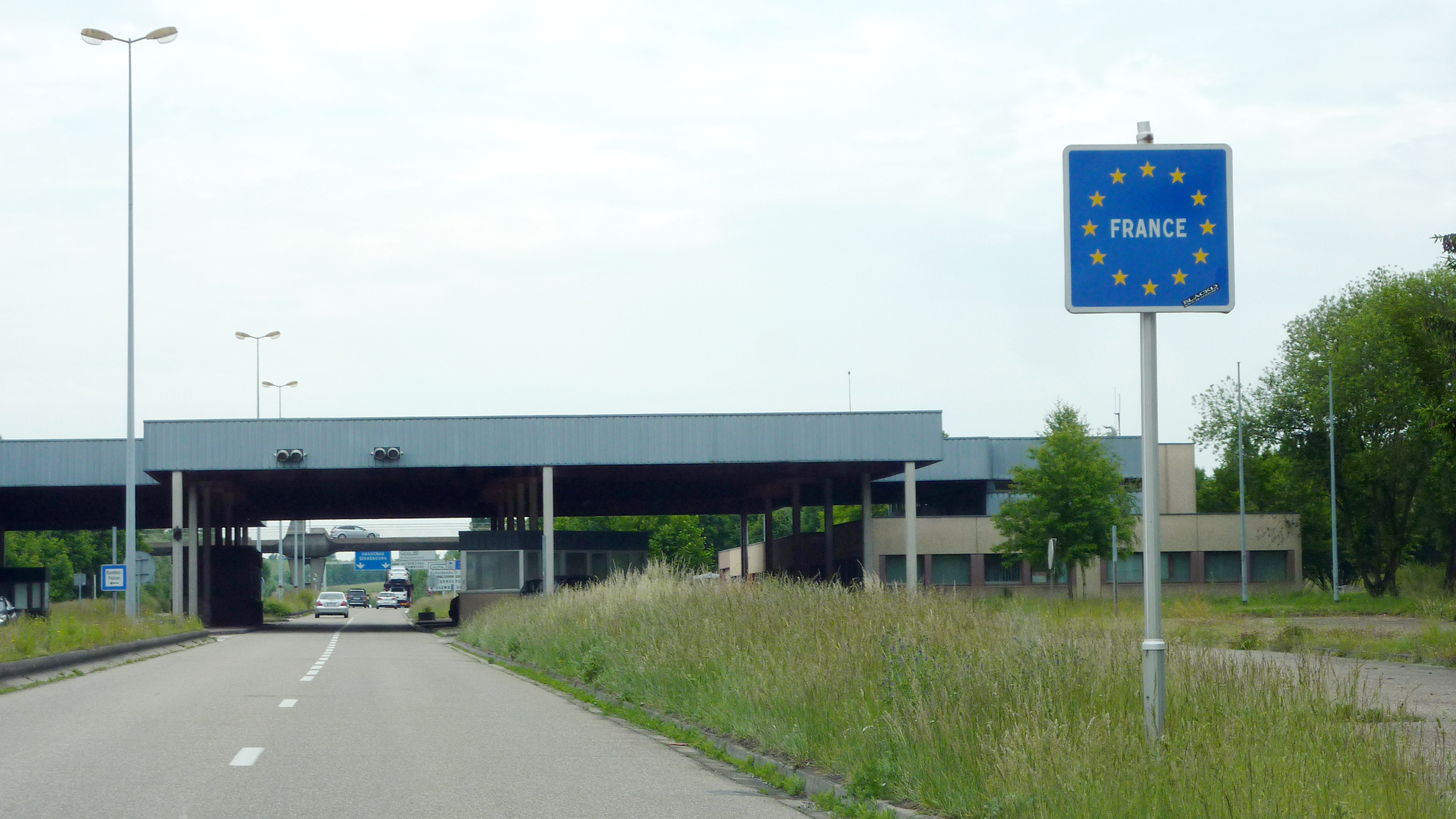
Panneau E39 seul sur l'autoroute A35.
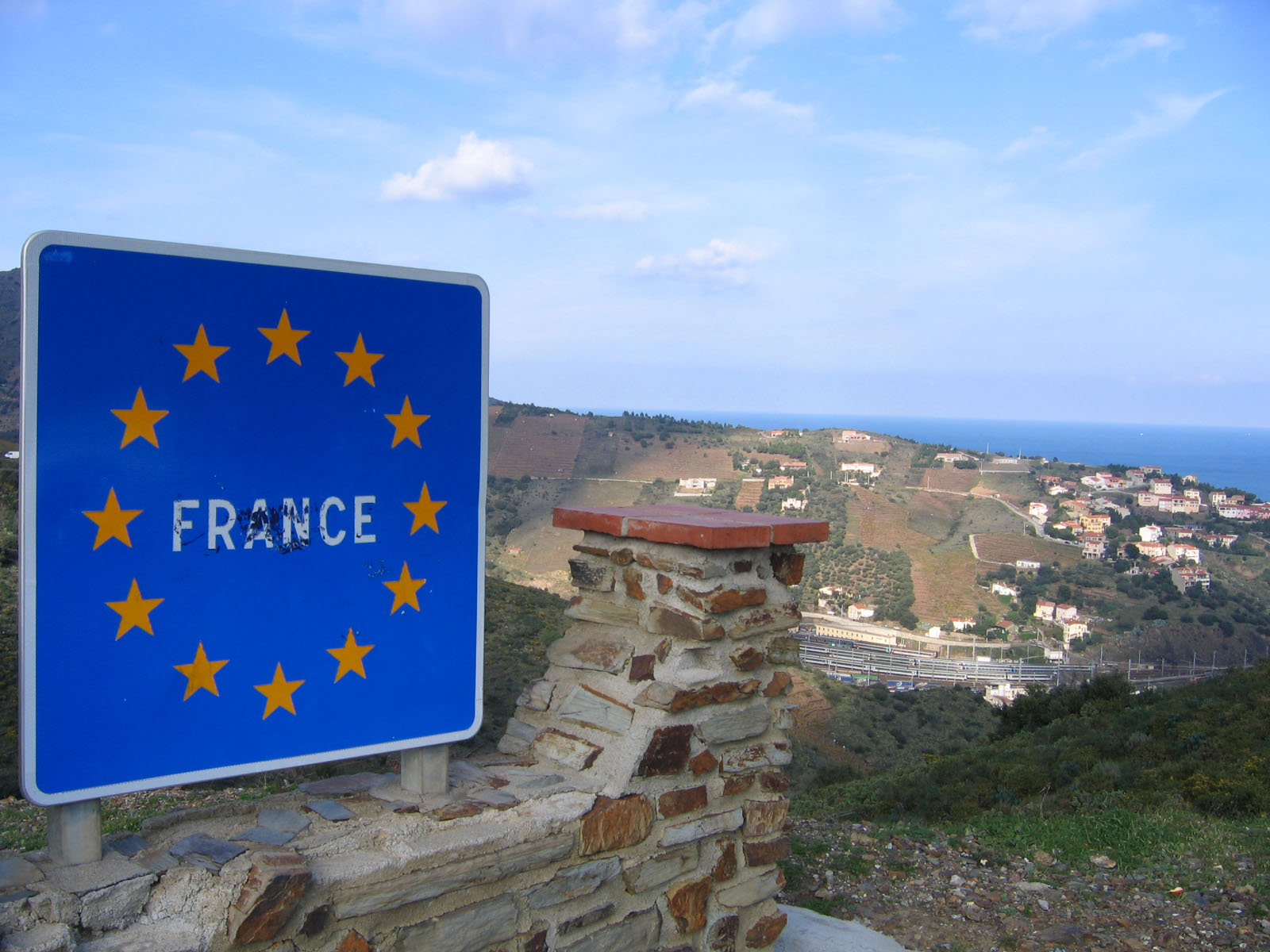
Panneau E39, frontière entre l'Espagne et la France, col des Balistres, Pyrénées-Orientales.
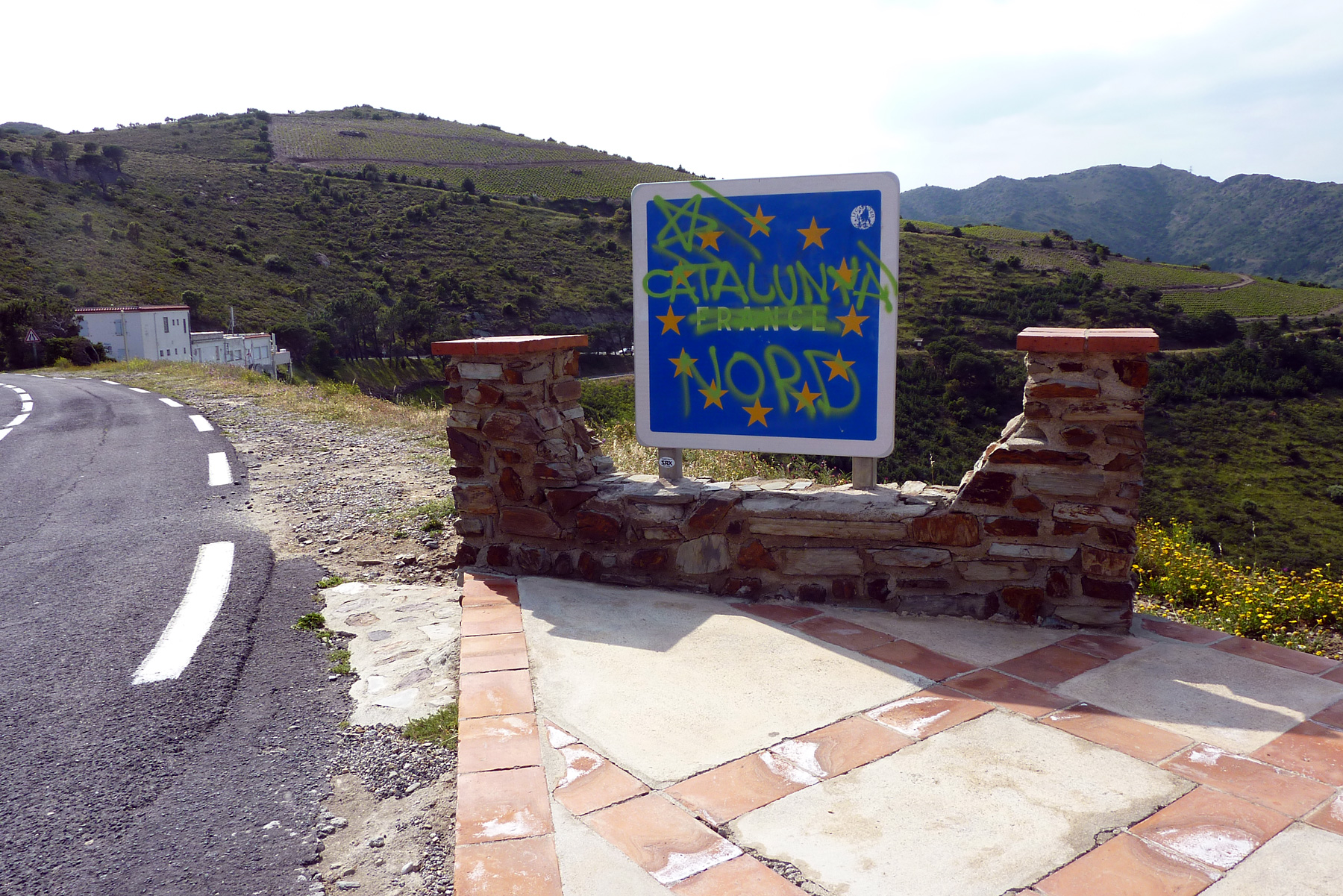
Panneau E39 maculé, frontière entre l'Espagne et la France, près de Portbou.

## Les cartouches
Les cartouches de type E40 permettent de localiser la voie sur laquelle les panneaux sont implantés. Ils sont placés au-dessus des panneaux concernés. Ils comportent l’identification de la voie composée d’une lettre et d’un numéro.
Il existe 6 panneaux de type E40, autrement appelés cartouches :
- E41 à fond vert, caractérisant le réseau européen (il doit être placé à gauche[Quoi ?] de tous les autres cartouches existants) ;
- E42 à fond rouge, caractérisant les routes et autoroutes du réseau national ;
- E43 à fond jaune, caractérisant les réseaux départementaux ;
- E44 à fond blanc, caractérisant les réseaux communaux ou ruraux ;
- E45 à fond vert, caractérisant les réseaux forestiers ;
- E46 caractérisant les rocades (panneau créé par l’arrêté du 6 décembre 2011[1]) ;
- E47 à fond bleu, caractérisant les réseaux métropolitains.

Cartouches E41
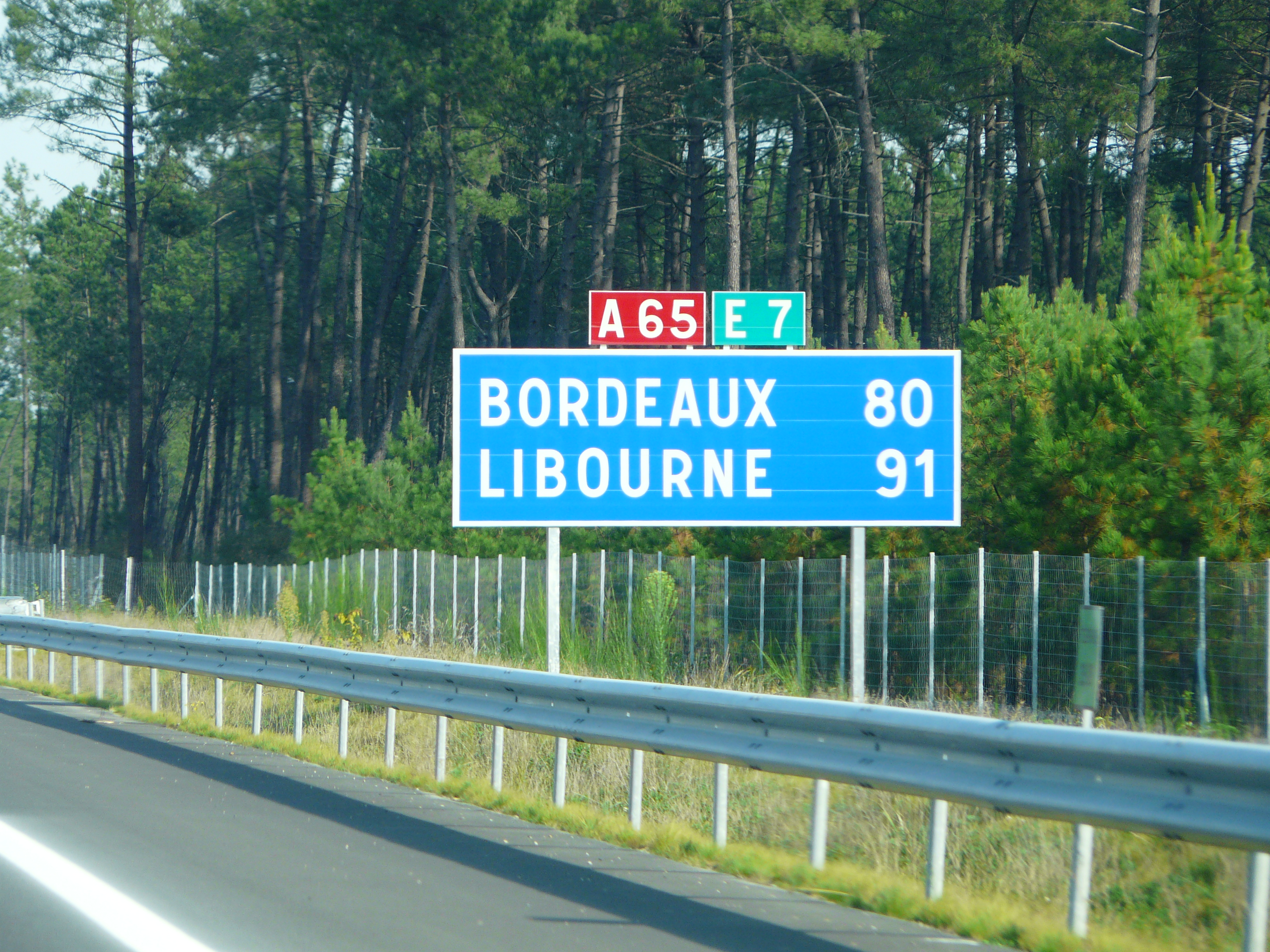
Cartouche E41 E7 accompagné d'un E42 A65, sur panneau D61b.
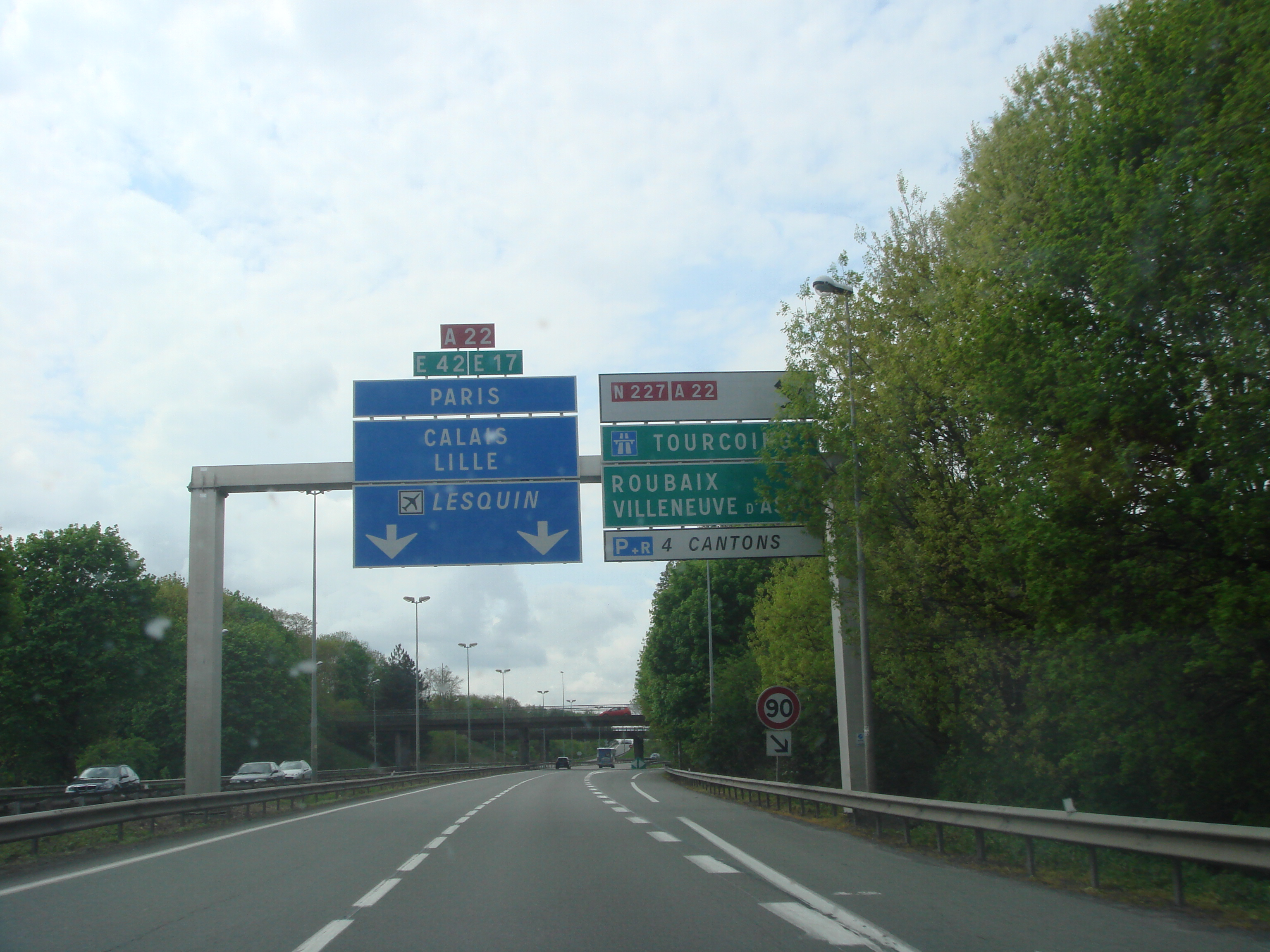
Cartouches E41 E42 et E17 accompagné d'un E42 A22, sur panneau D62c.
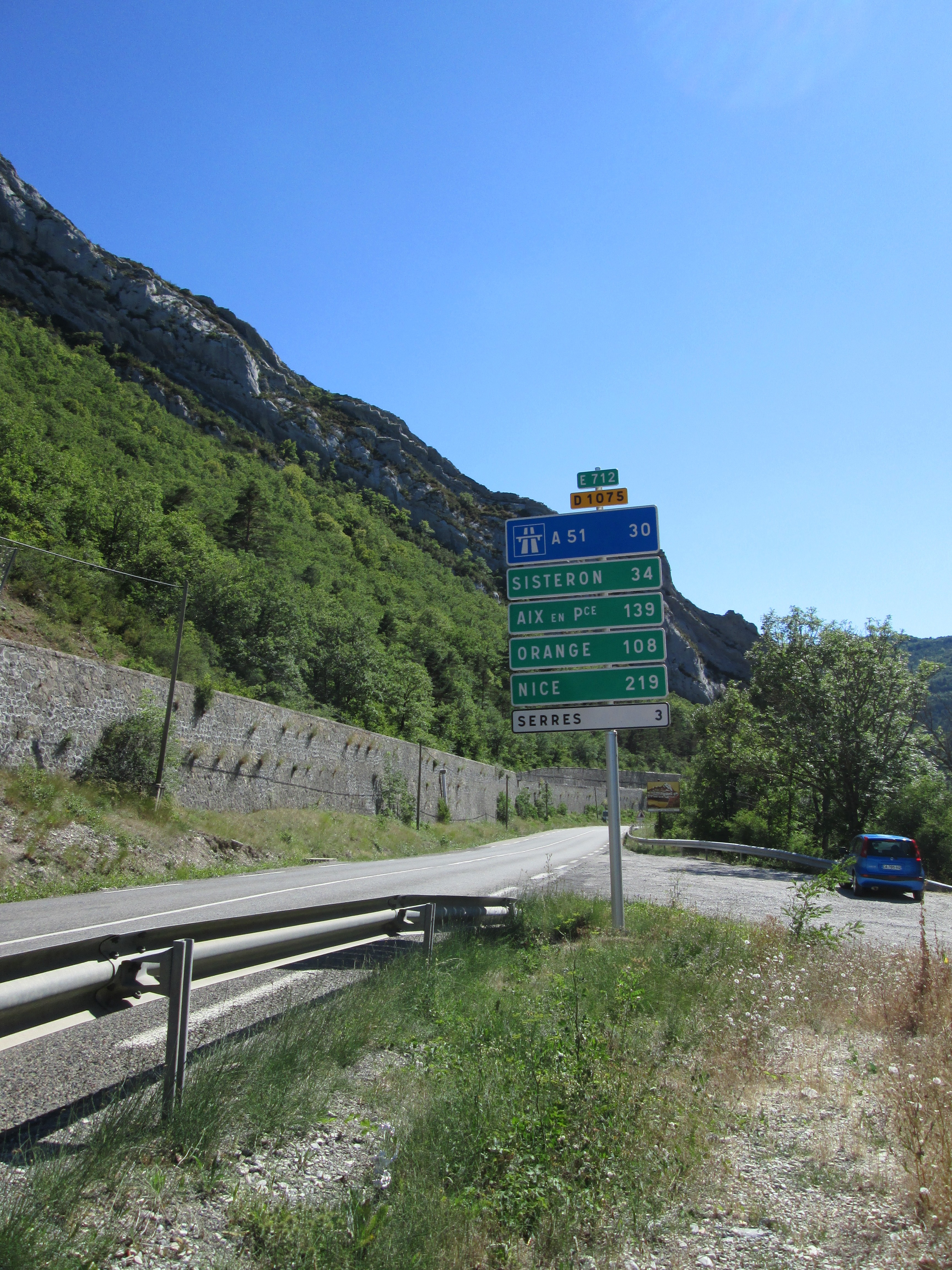
Cartouche E41 E712 accompagné d'un E43 D1075, sur panneau D61a.

Cartouches E42
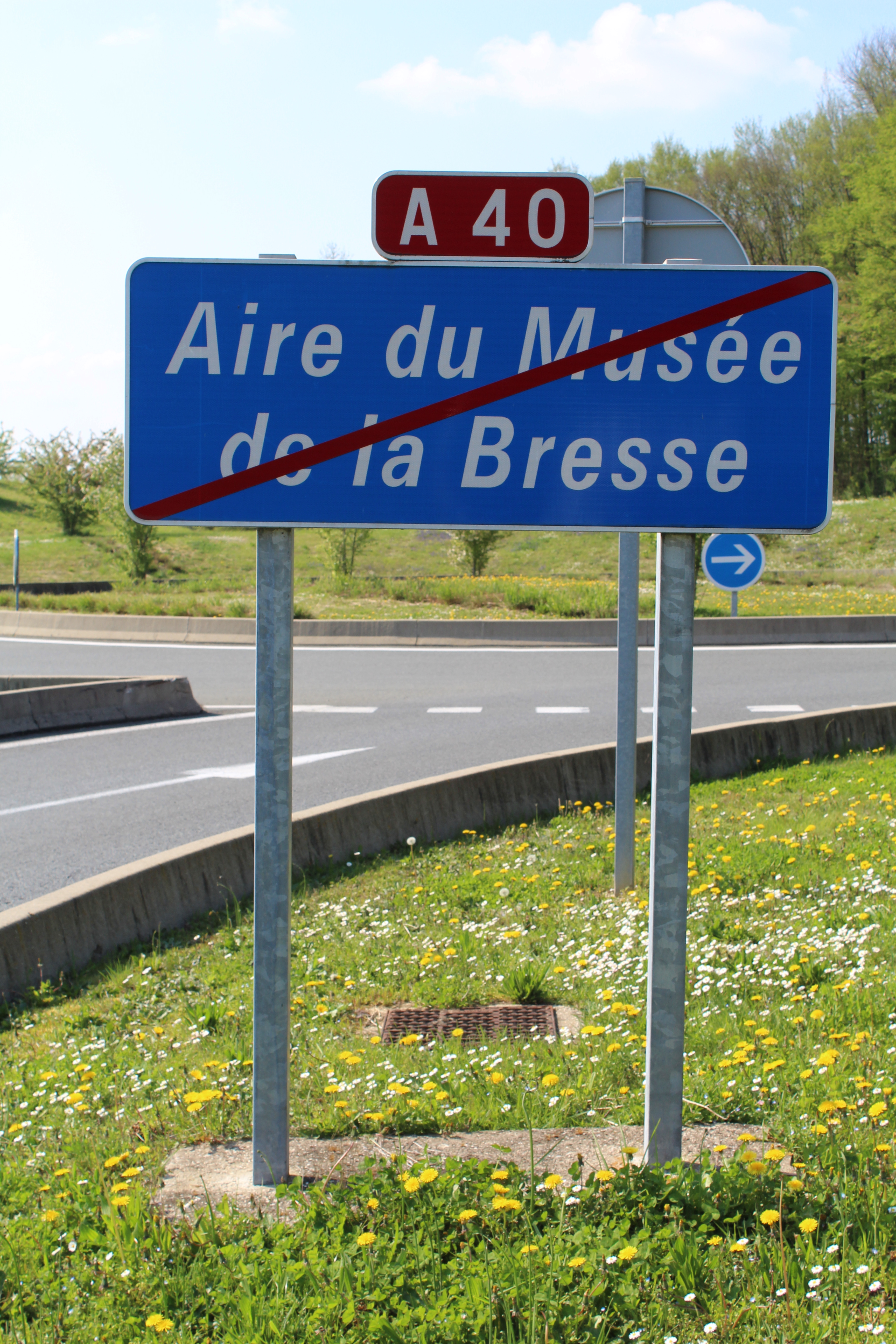
Cartouche E42 A40, sur panneau E34d.
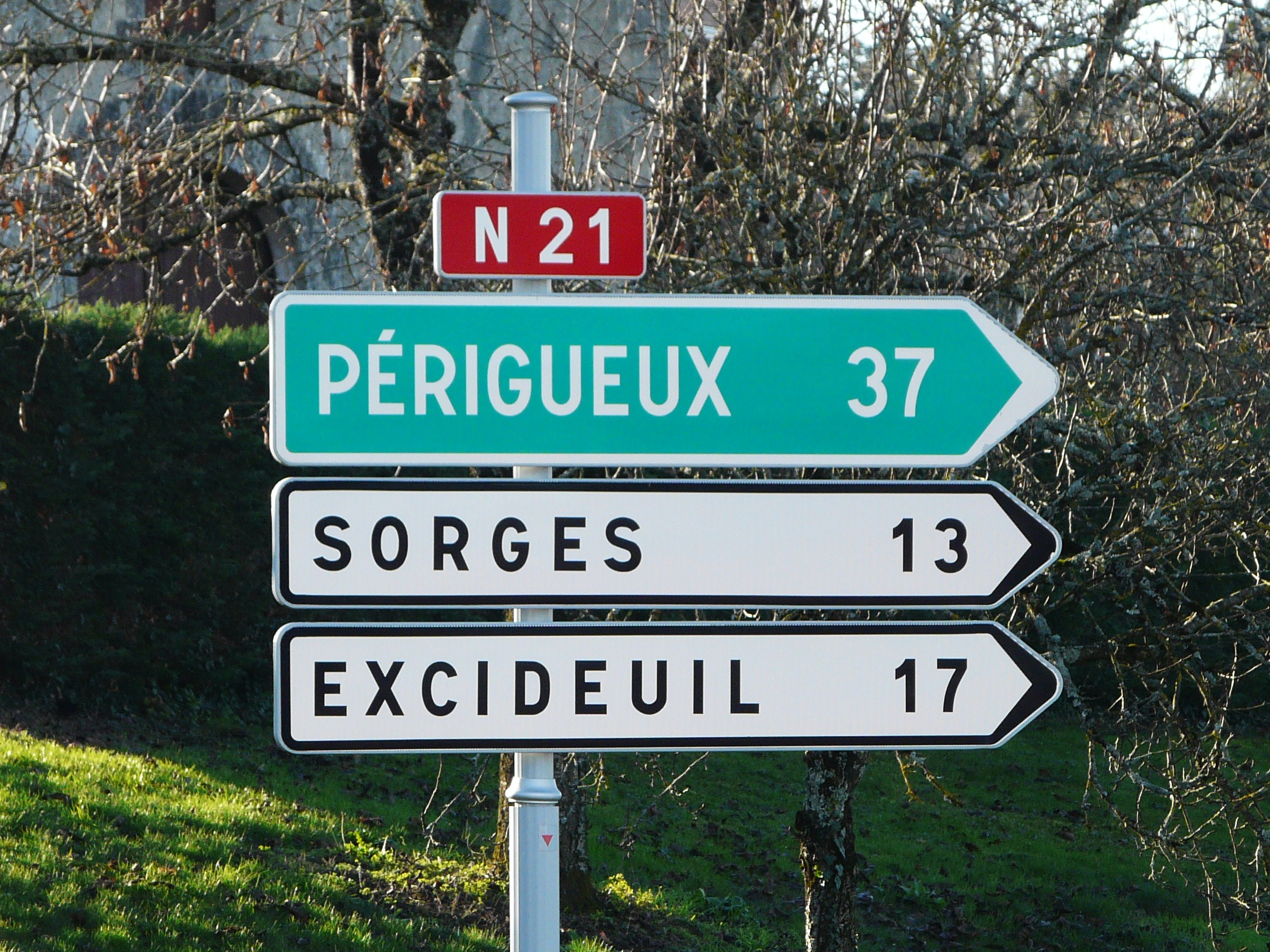
Cartouche E42 N21 sur panneau D21a.
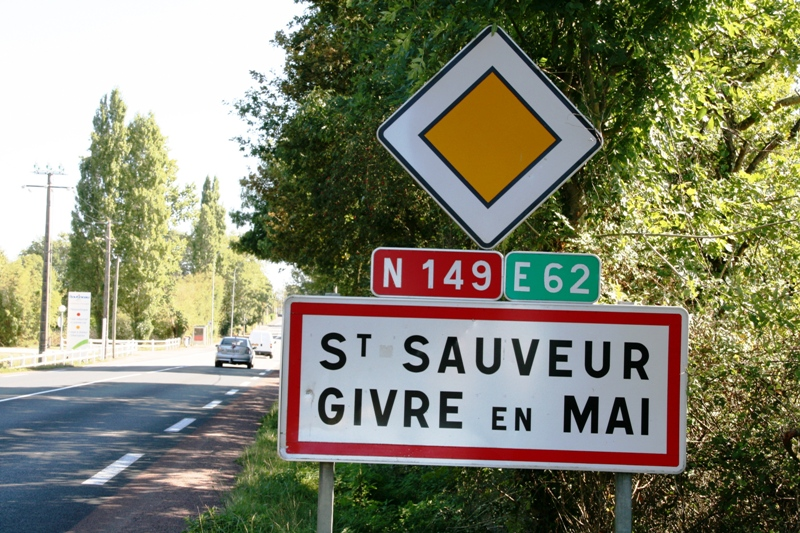
Cartouche E41 E62 et E42 N149 sur panneau EB10 Saint-Sauveur-de-Givre-en-Mai.

Cartouches E43
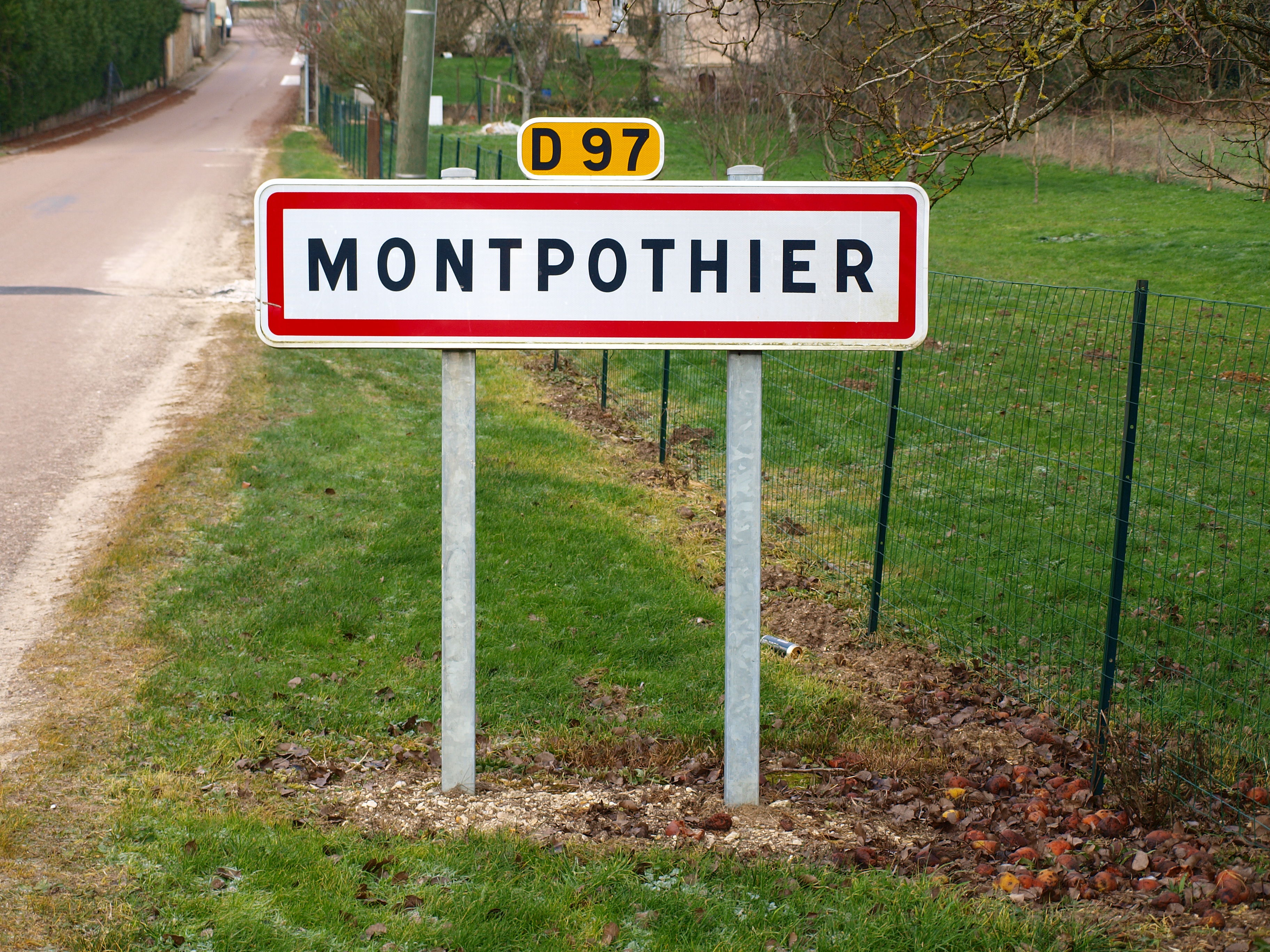
Cartouche E43 D97 sur panneau EB10 Montpothier.
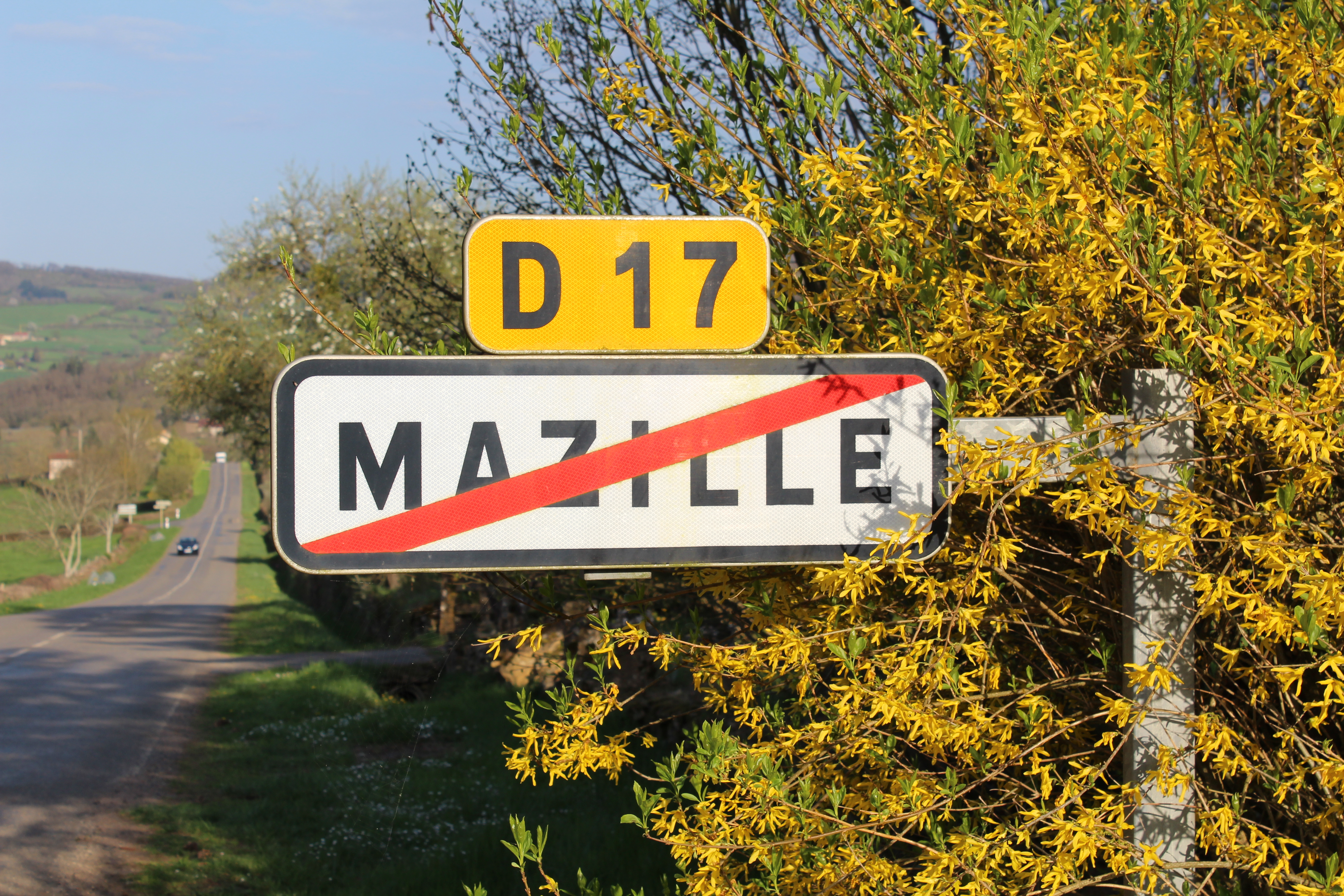
Cartouche E43 D17 sur panneau EB20 Mazille.
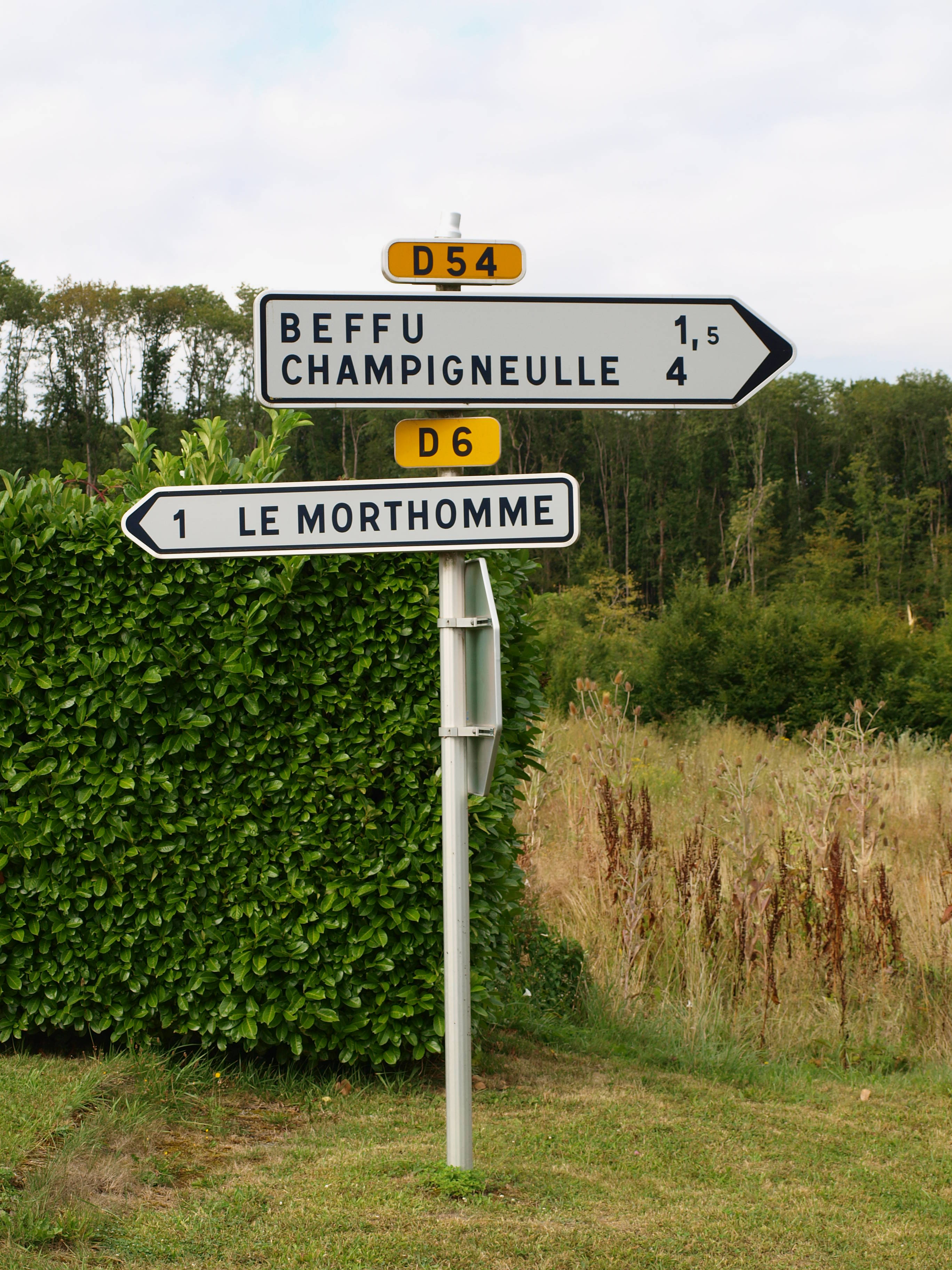
Cartouches E43 D54 et D6 chacun sur un panneau D21a.

Cartouches E44
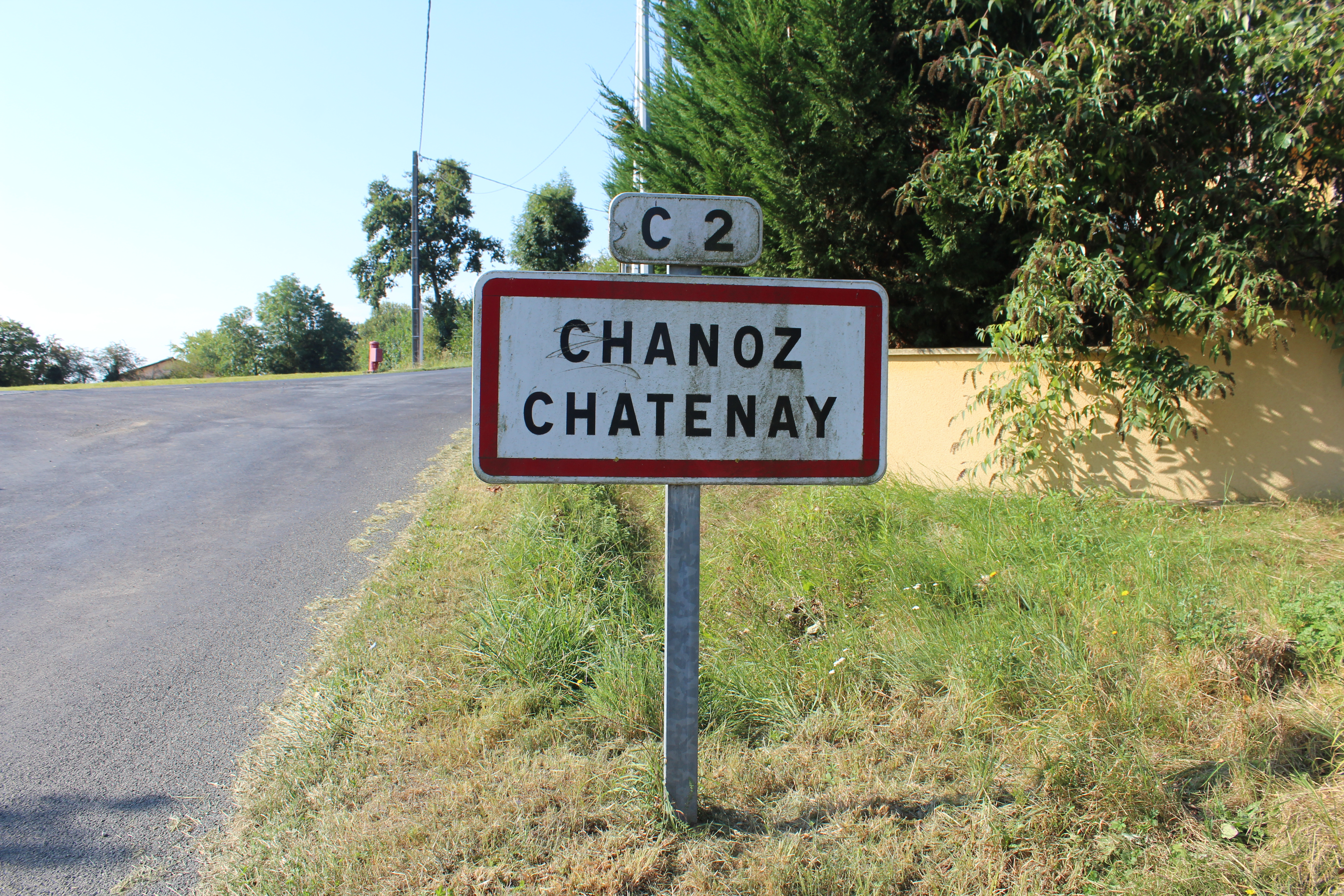
Cartouche E44 C2 sur panneau EB10 Chanoz-Châtenay.
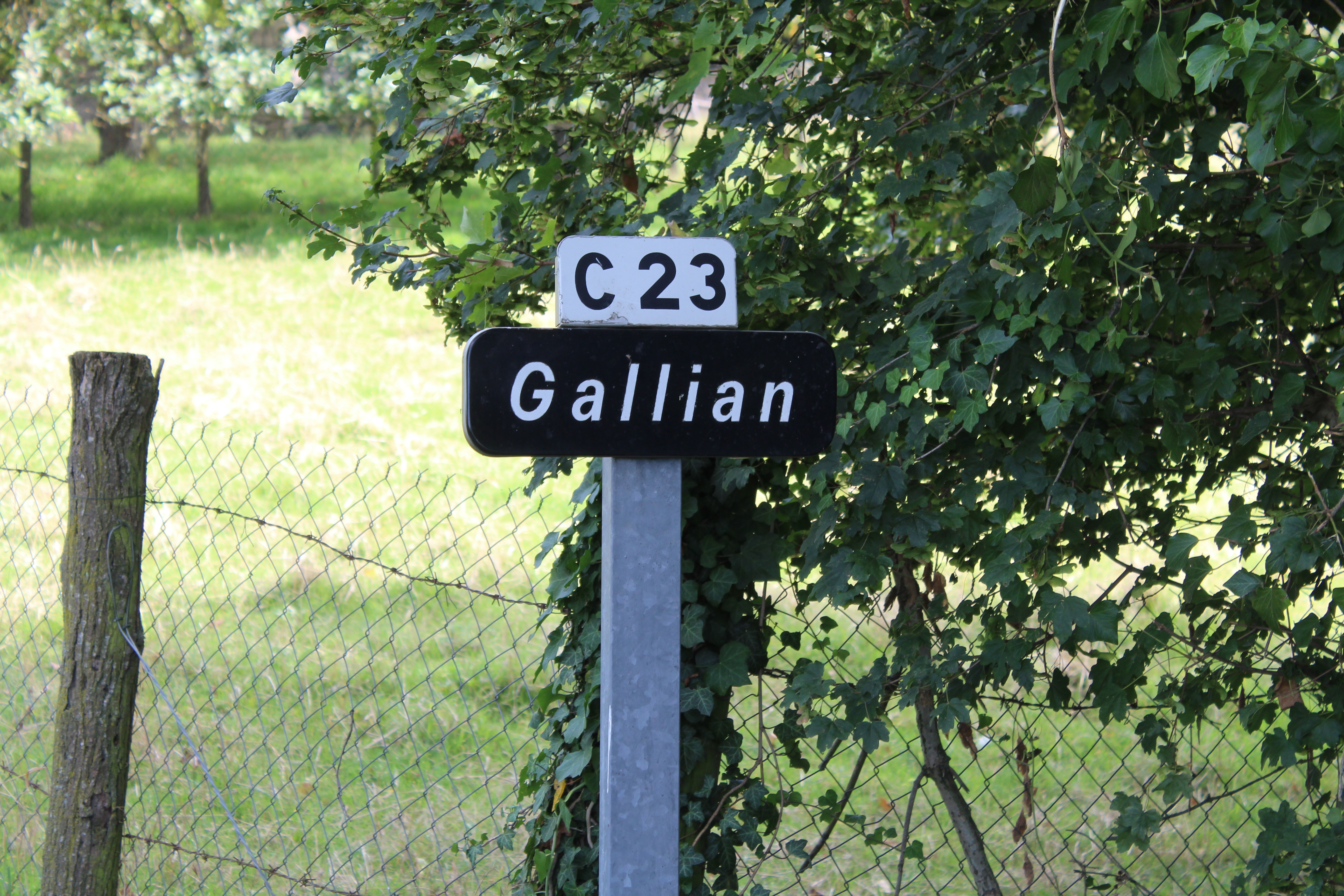
Cartouche E44 C23 sur panneau E31 Gallian à Cruzilles-lès-Mépillat.
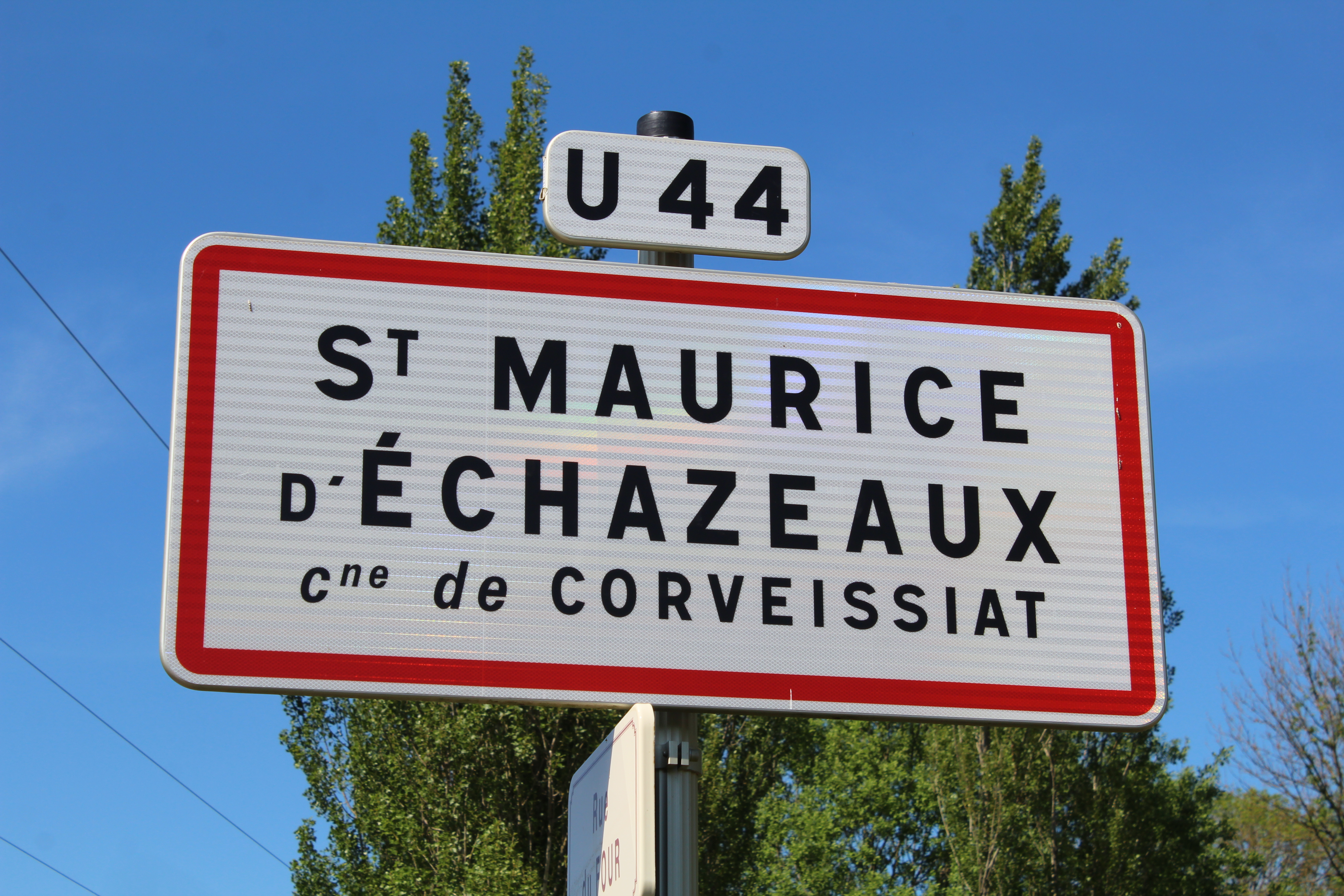
Cartouche E44 U44 sur panneau EB10 Saint-Maurice-d'Échazeaux à Corveissiat.

## Les bornes et plaquettes
Les bornes et plaquettes de repérage de type E50 permettent à l’usager de se repérer sur la route empruntée : elles comportent au minimum l’identification de la voie composée d’une lettre et d’un numéro, ainsi qu’un chiffre permettant le repérage longitudinal. On distingue les différents types suivants :
- E51 pour les besoins des services d’entretien, d’exploitation et de police, comprenant uniquement l’inscription du point de repère ;
- E52 pour les autoroutes et routes nationales ;
- E53 pour les routes départementales ;
- E54 pour les voies communales ;
- E57 pour les routes métropolitaines.

Elles peuvent être de types : a pour les bornes, b pour les bornes avec l’altitude, c pour les plaquettes.

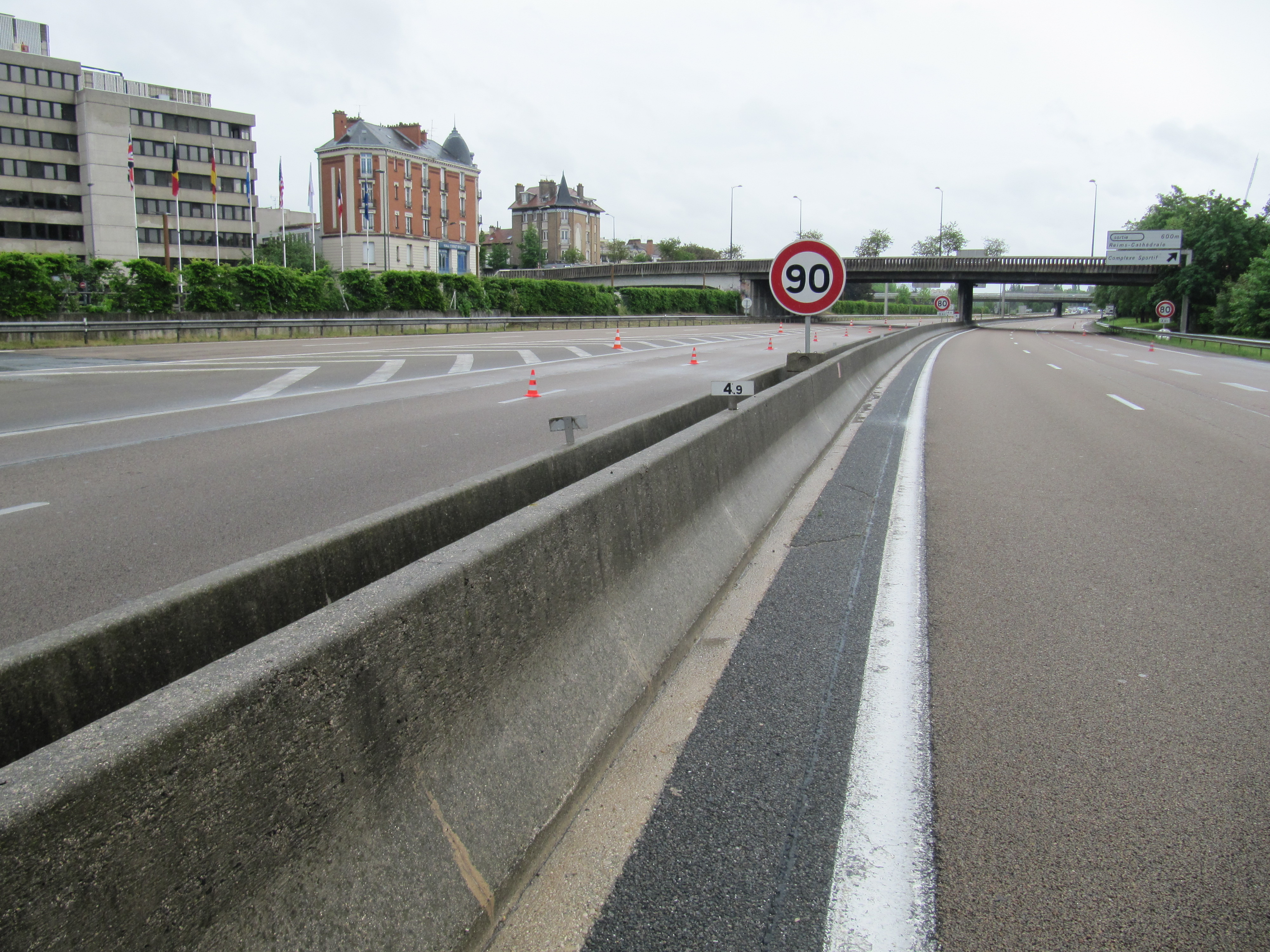
Plaquette E51, devant le panneau B14, sur l'autoroute urbaine à Reims.
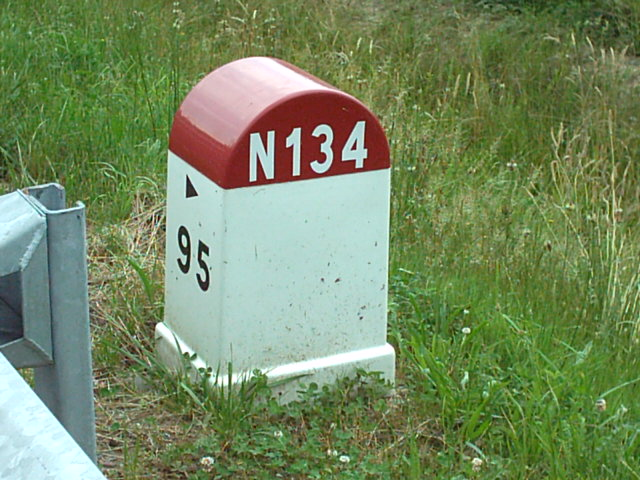
Borne E52a.
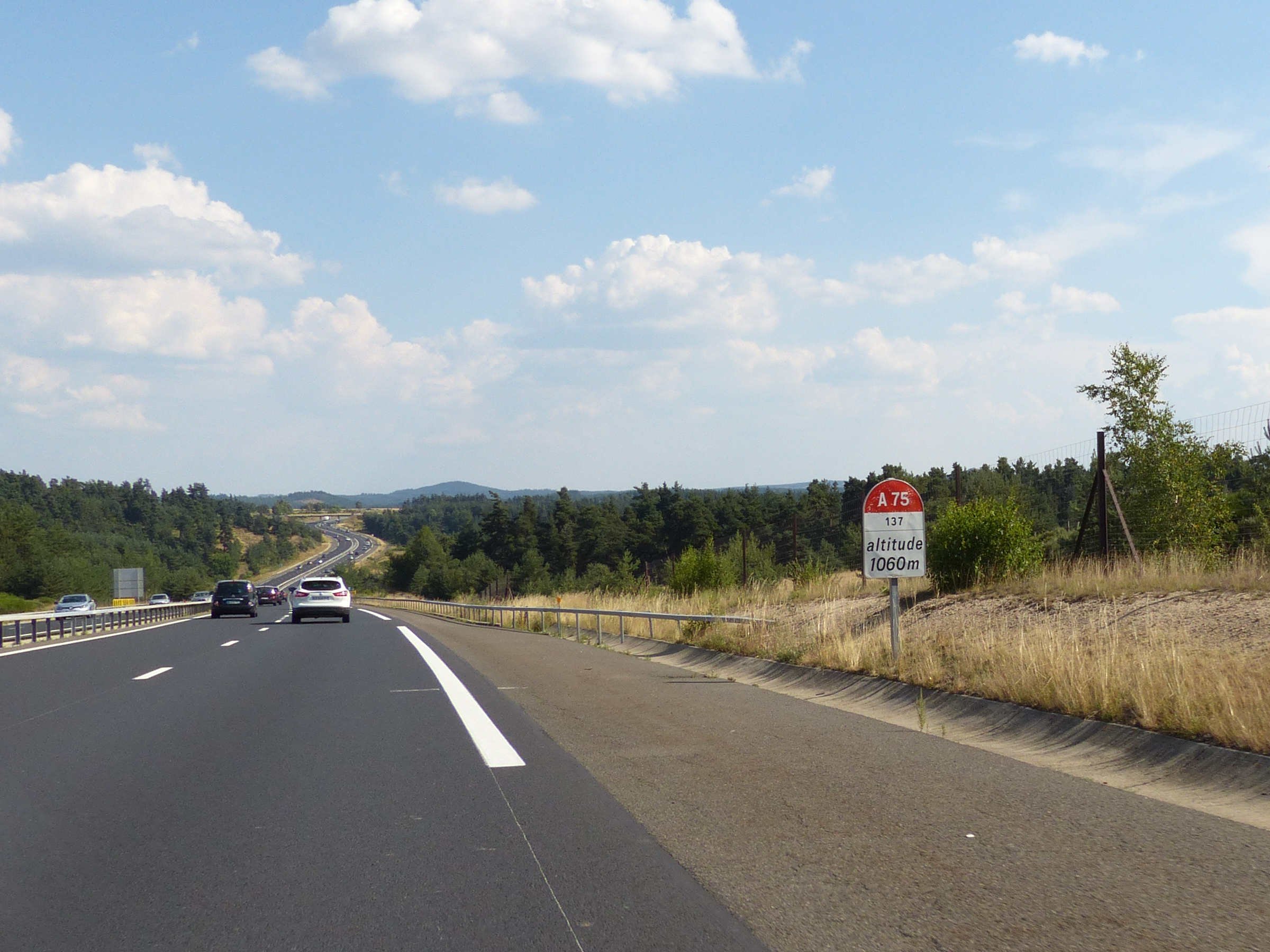
Borne E52b sur l'autoroute A75.
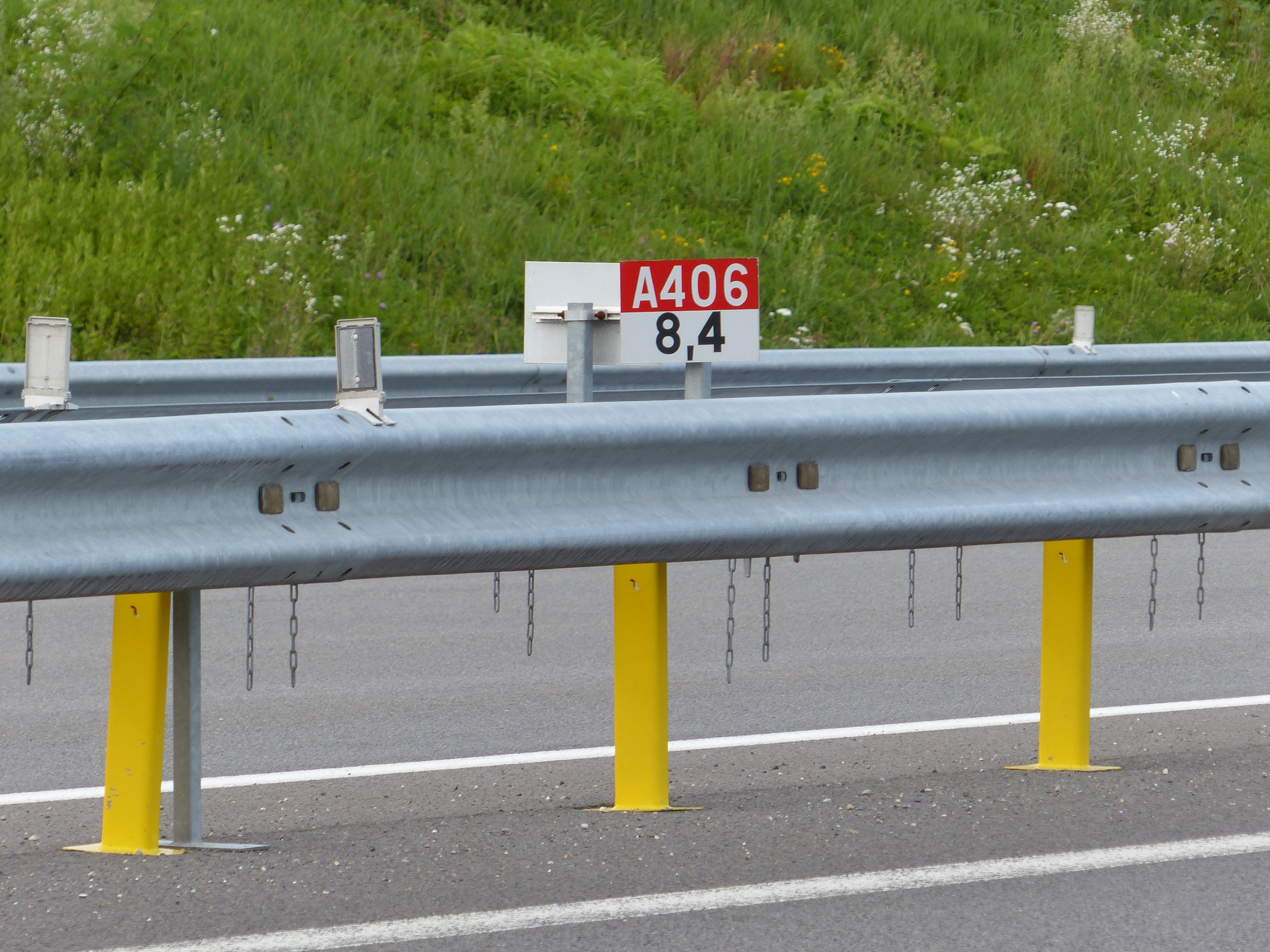
Plaquette E52c sur l'autoroute A406.
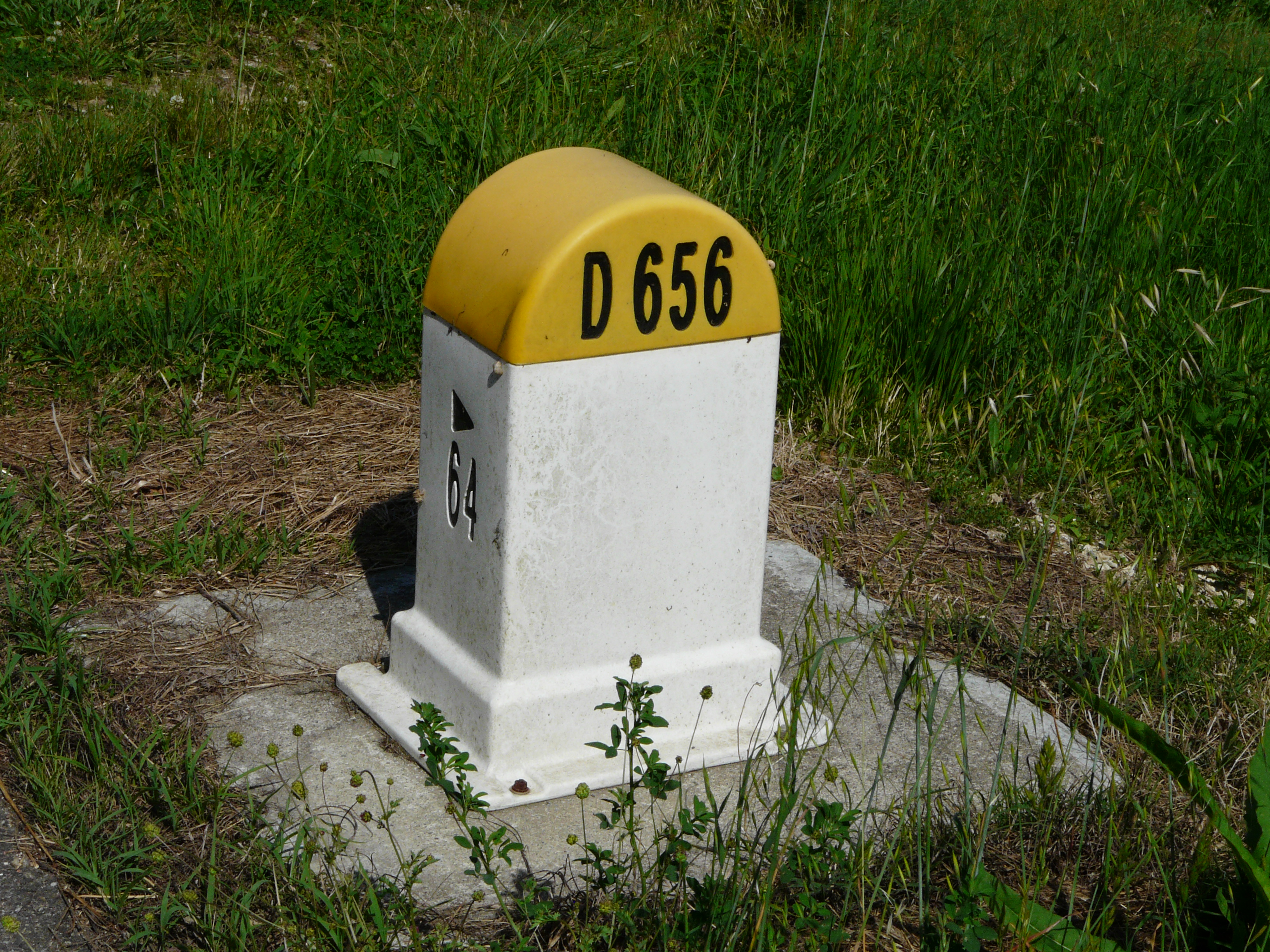
Borne E53a.
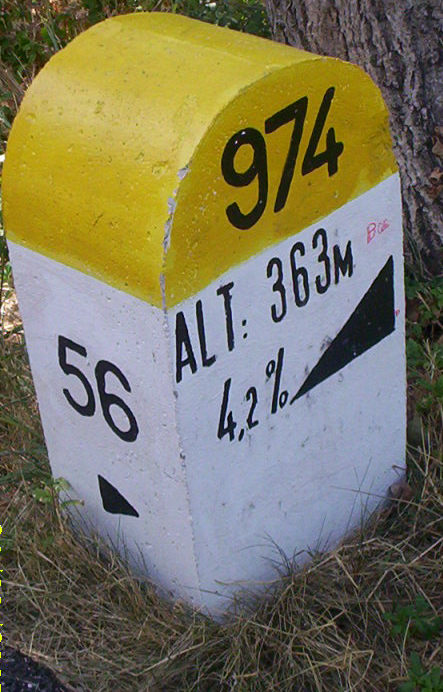
Borne E53b.
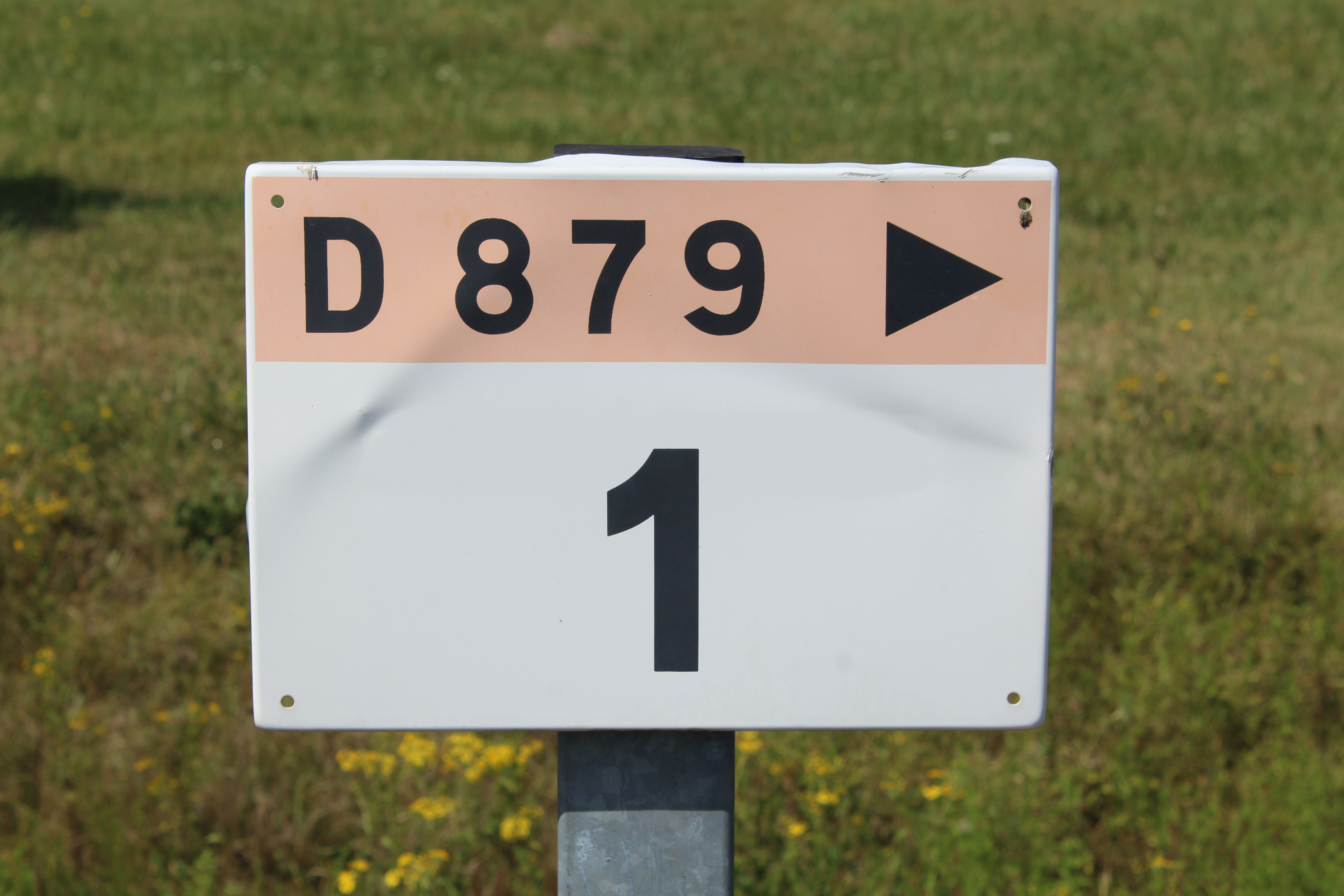
Plaquette E53c.

## La plaque de voirie urbaine
Panneau désormais codifié E60 par l’arrêté du 6 décembre 2011, la plaque de rue est désormais un élément essentiel pour le repérage des usagers. La plaque comporte le nom de la voirie, mais il peut aussi être mentionné le nom de la commune, l’arrondissement, voire les numéros des immeubles.

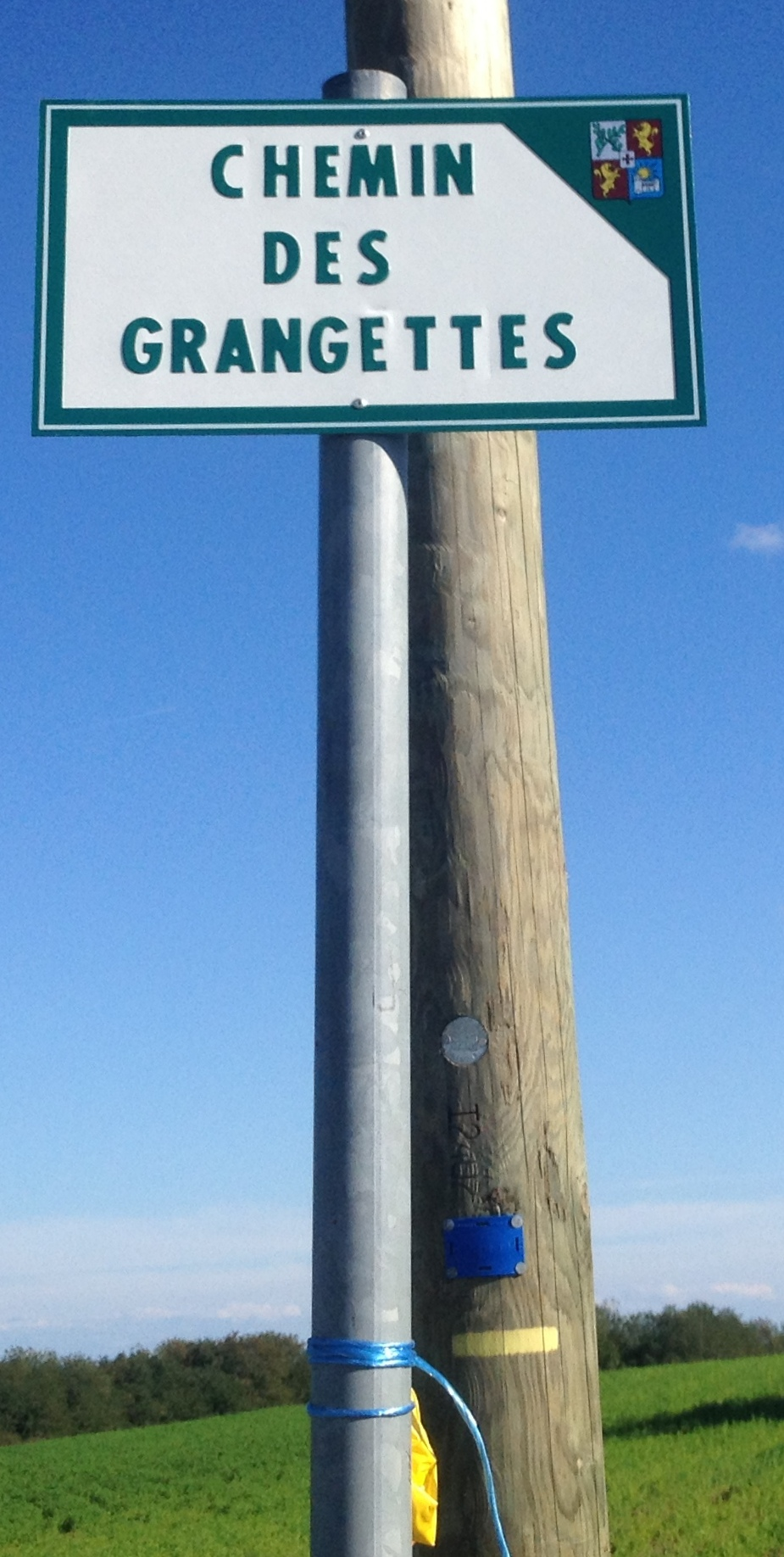
Panneau sur poteau, à Beynost, Ain.
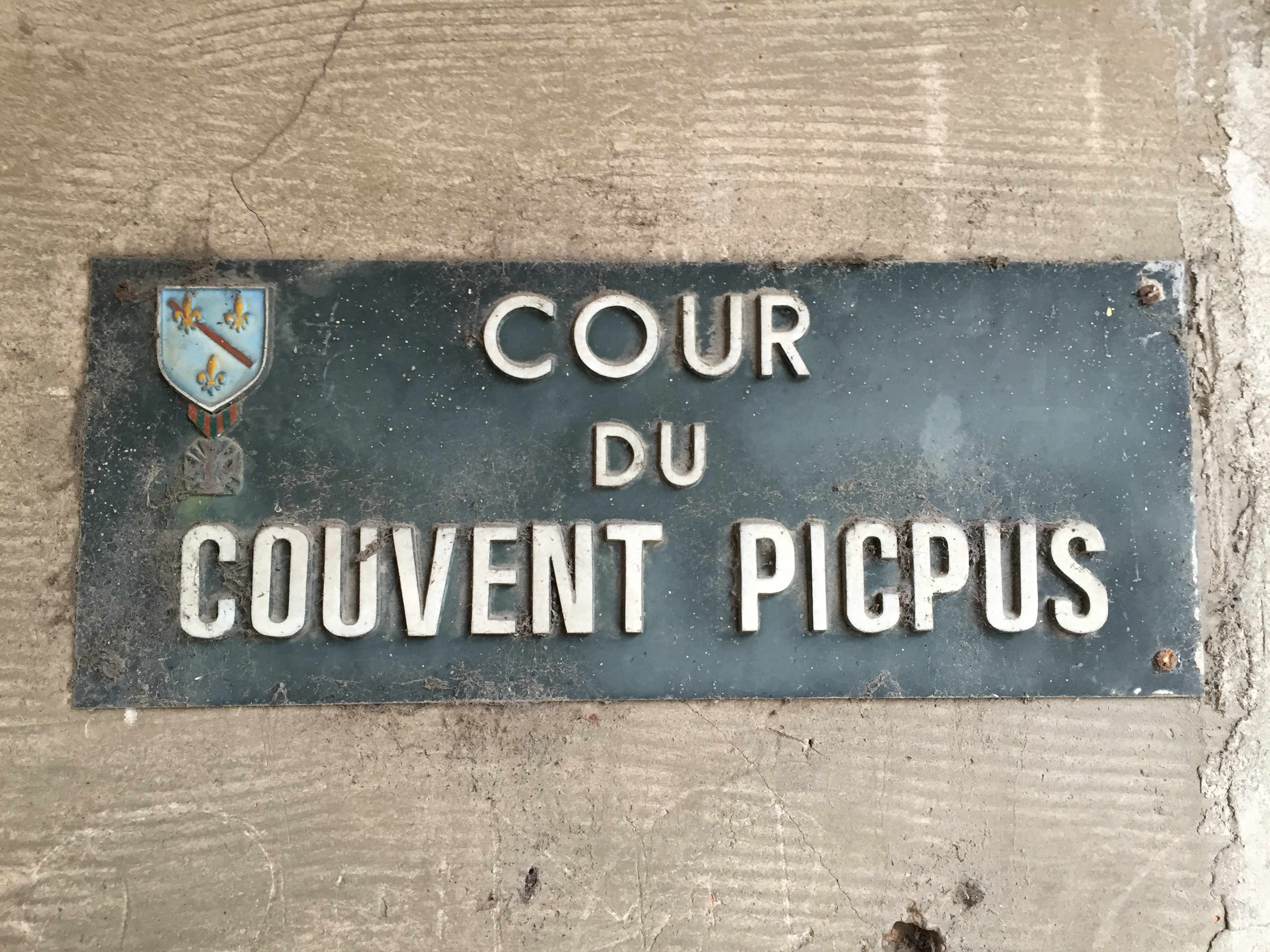
Panneau sur un mur, à Condé-en-Brie, Aisne.
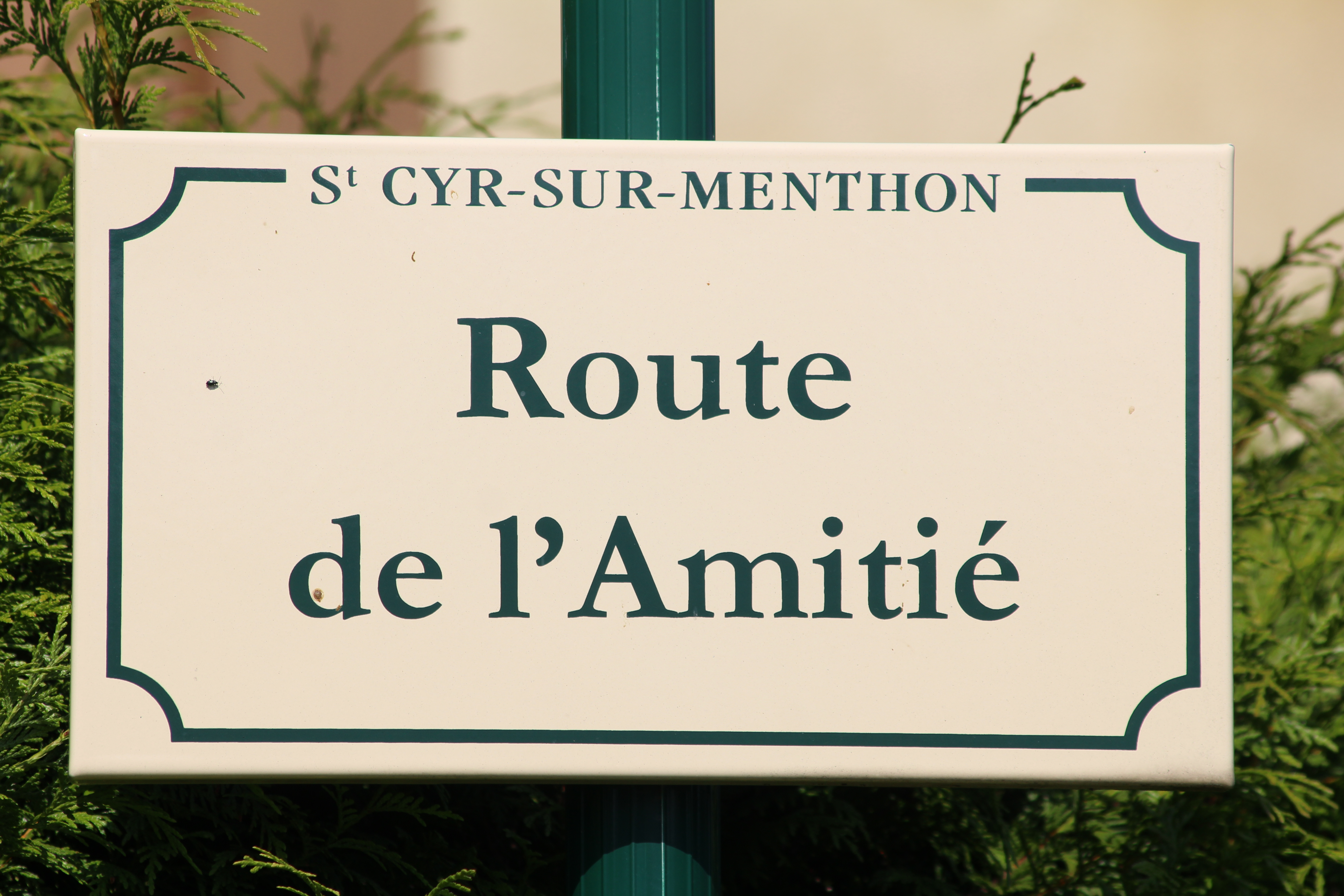
Panneau avec le nom de la commune à Saint-Cyr-sur-Menthon, Ain.